# Євпаторія

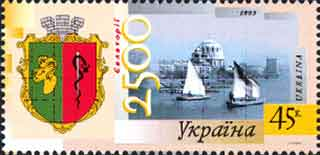
Марка Укрпошти «Євпаторії — 2500» (2003)

Євпато́рія (МФА: [jeu̯pɐˈtɔrʲijɐ] ( прослухати)) або Кєзлє́в (крим. Kezlev) — портове і курортне місто на західному узбережжі Криму. З 2014 року перебуває під тимчасовою окупацією Росією. Центр Євпаторійського району Автономної Республіки Крим.
Євпаторія відома своїми термальними джерелами, ропою, лікувальними грязями озера Мойнаки. Щорічно до захоплення у березні 2014 року місто-курорт приймало у своїх здравницях більше 1 млн осіб. На території міста знаходиться 21 свердловина мінеральних вод. Також місто славиться численними дрібнопіщаними пляжами, сприятливими природними умовами, і має статус найбільшої дитячої оздоровниці.
Цей край має багатовікову історію, багату традиціями і унікальними пам'ятками старовини, за 25 століть свого існування Євпаторія була грецьким містом-колонією, містом-державою, османським містом-фортецею, морським портом. Південно-західна частина Євпаторії курортна, а східна зайнята старими районами міста, з типовим «східним» переплетенням маленьких звивистих вуличок, деяким будинкам на яких більше 300 років. Збереглися навіть будівлі турецьких лазень XVI століття.

## Назва
У VI—V століттях до н. е. на теренах сучасного міста знаходилося античне поселення Керкінітида (грец. Κερκινίτις). Існує припущення, що у цього слова той же корінь, що і в сучасних назвах міста Керч (крим. Keriç, укр. Керч, дав.-укр. Корчів, рос. Керч, дав.-рус. Кърчевъ) та у назві черкеського племені керкети.
Після османського завоювання у XIV столітті поселення перейменоване у Ґьозлеве́ (тур. Gözleve), після анексії у 1783 році Криму Росією ця назва переосмислена в Ко́злів (рос. Козлов). Кримська назва Кєзлє́в (крим. Kezlev) походить від крим. közlü — з очима, та ev — будинок.
Назва Євпато́рія, перейнята від однойменного історичного міста, було впроваджено російською імператрицею Катериною II в 1784 році в рамках «Грецького проєкту». Козлів та Євпаторія вживалися разом до XIX столітті (один з «Кримських сонетів» Адама Міцкевича називається «Гірський краєвид зі степів Козлова»). У першій половині XX століття українською мовою місто називалося Евпато́рія.

## Географія

### Географія
Євпаторія розташована у південно-західній частині степового Криму на узбережжі Євпаторійської бухти мілководної Каламітської затоки Чорного моря, за 69 км на північний захід від столиці Автономної Республіки Крим — міста Сімферополя (автошлях Р25). Площа Євпаторії становить близько 65 км². Зі сходу та заходу місто оточене озерами-лиманами (Отар-Мойнакським, Ялі-Мойнакським, Сасик-Сиваським).
Середня висота над рівнем моря становить 10 м. Протяжність Євпаторії з півночі на південь — 4 км, із заходу на схід — 8 км.

### Клімат
У цілому клімат міста є помірно континентальним з м'якою зимою і теплим (досить часто спекотним) літом.
Середньорічна температура повітря становить 11,5 °C, найнижча вона у січні (0,5 °C), найвища — в липні (22,8 °C). Найнижча середньомісячна температура повітря у січні (−7,2 °C) зафіксована у 1950 році, найвища (7,9 °C) — у 1895 році. Найнижча середньомісячна температура в липні (20,4 °C) спостерігалась у 1985 році, найвища (27,4 °C) — у 1938 році. Абсолютний мінімум температури повітря (−28,5 °C) зафіксовано в лютому 1911 року, абсолютний максимум (39,1 °C) — у серпні 1929 року.
В останні 100—120 років температура повітря в Євпаторії, як і в цілому на Землі, має тенденцію до підвищення. Протягом цього періоду середньорічна температура повітря підвищилася приблизно на 1,0 °C. Більшим у цілому є підвищення температури в першу половину року.
У середньому за рік в Євпаторії випадає 404 мм атмосферних опадів, найменше — у жовтні, найбільше — у грудні.
Мінімальна річна кількість опадів (196 мм) спостерігалась у 1918 році, максимальна (625 мм) — в 1939 році. Максимальну добову кількість опадів (91 мм) зафіксовано 5 серпня 1940 року. У середньому за рік у місті спостерігається 102 дні з опадами; найменше їх (5) у серпні, найбільше (13) — у грудні. Найменша хмарність спостерігається в серпні, найбільша — у грудні.
Найбільшу повторюваність мають вітри зі сходу, найменшу — з південного сходу і південного заходу.
Найбільша швидкість вітру — взимку, найменша — у травні та влітку.
| Клімат Євпаторії               | Клімат Євпаторії | Клімат Євпаторії | Клімат Євпаторії | Клімат Євпаторії | Клімат Євпаторії | Клімат Євпаторії | Клімат Євпаторії | Клімат Євпаторії | Клімат Євпаторії | Клімат Євпаторії | Клімат Євпаторії | Клімат Євпаторії | Клімат Євпаторії |
| Показник                       | Січ.             | Лют.             | Бер.             | Квіт.            | Трав.            | Черв.            | Лип.             | Серп.            | Вер.             | Жовт.            | Лист.            | Груд.            | Рік              |
| Абсолютний максимум, °C        | 7,3              |                  |                  |                  |                  |                  | 27,4             | 39,1             |                  |                  |                  |                  |                  |
| Середній максимум, °C          | 3                | 4                | 6                | 13               | 18               | 23               | 25               | 25               | 21               | 15               | 10               | 6                | 14               |
| Середня температура, °C        | 0,5              | 1,0              | 4,1              | 10,2             | 15,6             | 20,3             | 22,8             | 22,3             | 17,9             | 11,9             | 7,4              | 3,5              | 11,5             |
| Середній мінімум, °C           | −2               | −1               | 2                | 8                | 12               | 17               | 19               | 19               | 15               | 9                | 5                | 2                | 9                |
| Абсолютний мінімум, °C         | −7,2             | −28,5            |                  |                  |                  |                  | 20,4             |                  |                  |                  |                  |                  |                  |
| Норма опадів, мм               | 33               | 32               | 30               | 29               | 29               | 40               | 37               | 33               | 35               | 27               | 34               | 45               | 404              |
| ------------------------------ | ---------------- | ---------------- | ---------------- | ---------------- | ---------------- | ---------------- | ---------------- | ---------------- | ---------------- | ---------------- | ---------------- | ---------------- | ---------------- |
| Джерело: Погода і клімат(укр.) |                  |                  |                  |                  |                  |                  |                  |                  |                  |                  |                  |                  |                  |

### Природні ресурси

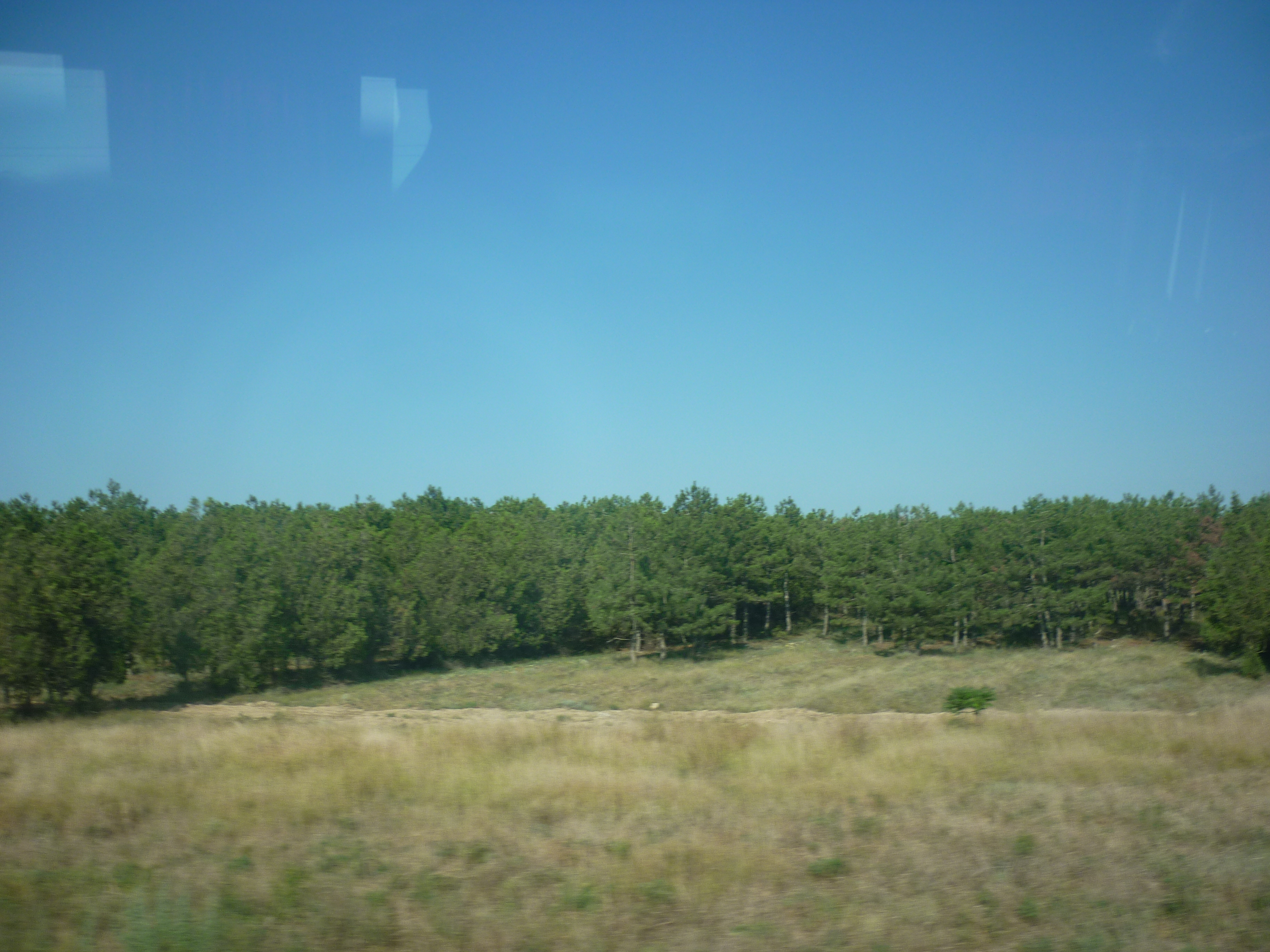
Хвойні посадки

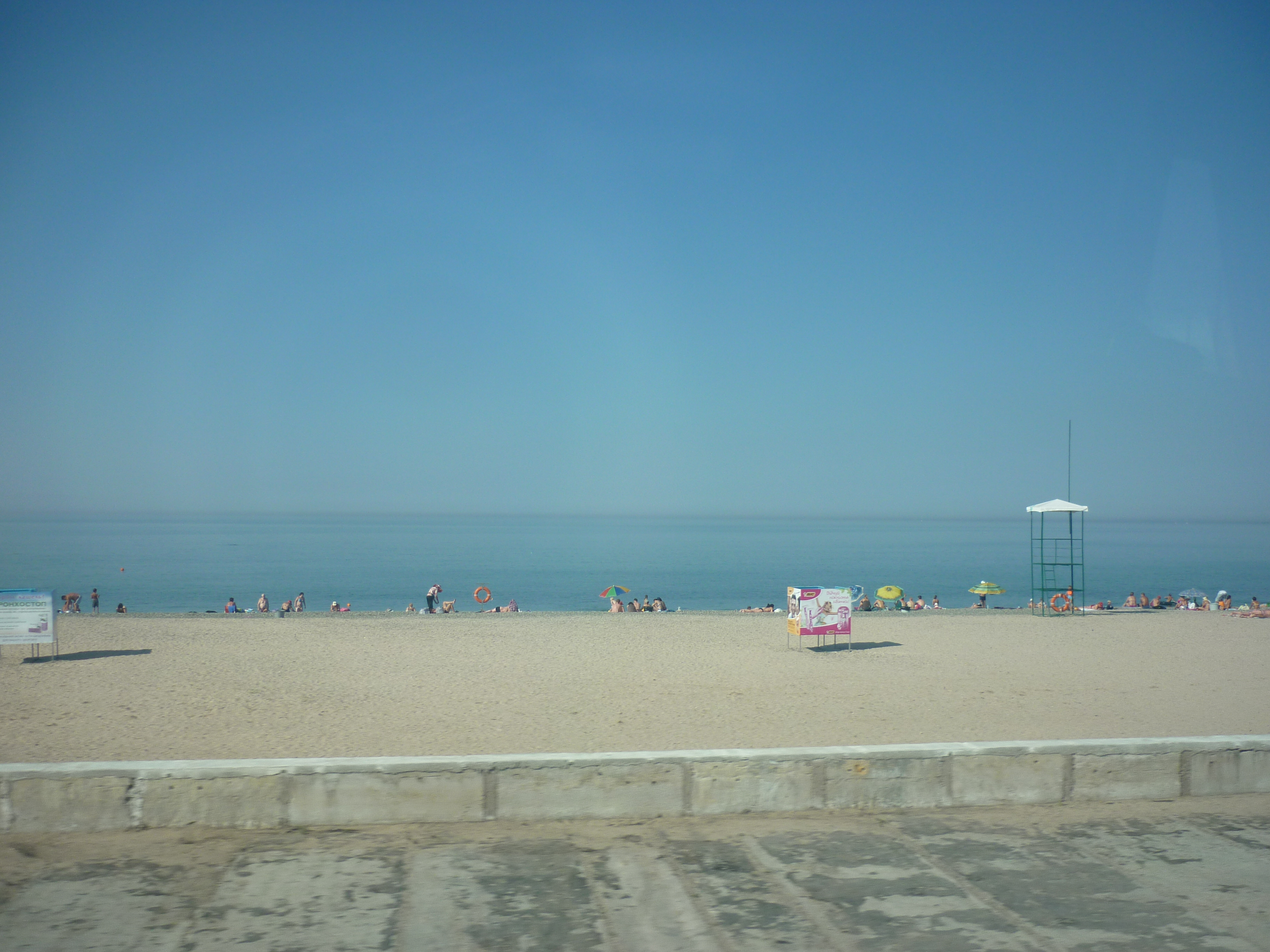
Заміський пляж

З природних лікувальних ресурсів слід відзначити унікальні грязі та ропу, морські та мінеральні води, повітря і сонце, пісок і цілющі рослини.
Піщані пляжі
У межах міста та в прилеглих місцях берегової лінії розташовані численні дрібнопіщані пляжі. На схід від міста, в районі «Сонечко», пісок пляжів крупніше, трапляються дрібні напівкоштовні камені. На захід від міста тягнеться низка пансіонатів, санаторіїв і піонерських таборів. Внаслідок неконтрольованого видобутку піску з дна моря і в озері Донузлав, ширина пляжів в Євпаторії щорічно дуже сильно скорочується, дно виявилося всипаним безліччю каменів.

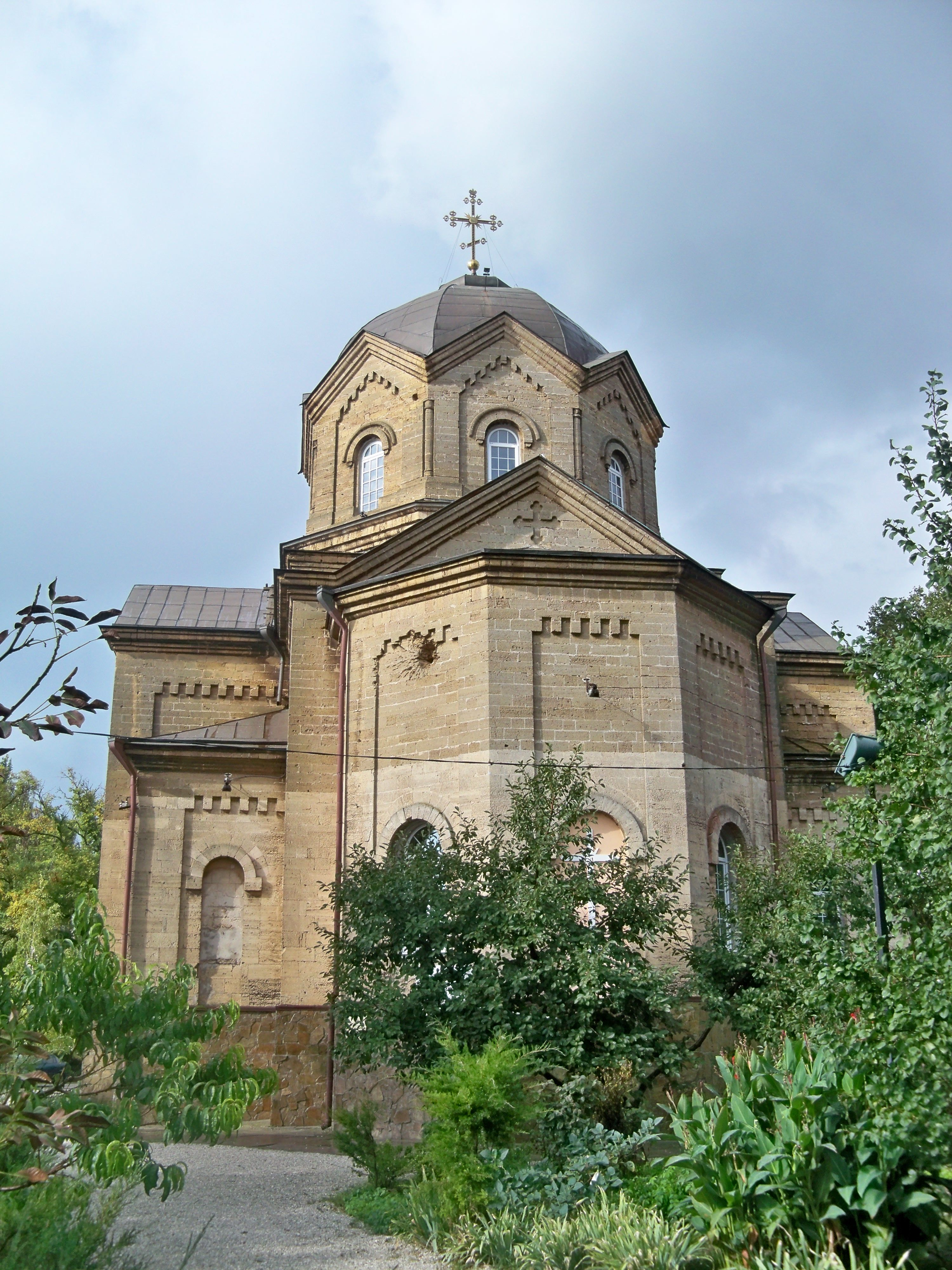
Храм святого Іллі

Лікувальні грязі та ропа
В околицях міста — на схід і на захід від нього — розкидані озера-лимани Мойнаки, Отар-Мойнакське, Яли-Мойнакське Сасик-Сиваське. Великою лікувальною силою володіють грязі і вода цих озер, висококонцентрований соляний розчин — ропа. Озеро Мойнакське в кінці 1990-х втратило свою цінність як родовище лікувальної грязі в зв'язку з неконтрольованим скиданням у нього прісної води з Північно-Кримського каналу.
Мінеральні води
Перше джерело євпаторійської мінеральної води було відкрито комплексною гідрогеологічною експедицією на території Мойнакської грязелікарні в 1959 році. Це вода хлоридно-натрієва з температурою 39 °C. Пізніше джерела термальної мінеральної води було відкрито на території санаторію Міністерства оборони України та Центральної курортної поліклініки. По вулиці Фрунзе знаходиться бювет євпаторійської мінеральної води.

### Райони міста
- Старе місто. Зберігає планування середньовічного Кезлева.
- Санаторно-курортна зона (санаторний район, курортна зона). Часто ці два мікрорайони поєднують в один – курортно-санаторний. Свою назву ці мікрорайони отримали через величезну кількість розташованих тут оздоровчих санаторіїв, пансіонатів та готелів.
- Центр. Переважно багатоповерхова забудова, велика кількість магазинів та іншої інфраструктури.
- Район Міського Театру. Одно-двоповерхові будинки, забудови приватного сектору, адміністративні будинки.
- Район центрального ринку. Невеликий район з гарною транспортною розв'язкою, поліклінікою, школою, адміністративними будинками та магазинами.
- Район Пожежної. Забудова індивідуальними житловими будинками, невелика кількість п'яти та дев'ятиповерхових багатоквартирних будинків.
- Вокзальний. Район залізничного вокзалу та автовокзалу.
- Район Кільця. Охоплює приватний та багатоповерховий масиви, розташовані відповідно праворуч та ліворуч від вулиці Перекопської.
- Пересип. Район розташувався вздовж морського узбережжя (вул. Сімферопольська) - вузька смуга вздовж моря при в'їзді до Євпаторії.
- Мойнаки. Спальний район із розвиненою інфраструктурою: школи, дитячі садки, лікарні, аптеки, банківські відділення, магазини. Прилягає до однойменного озера (лиману). Поруч – грязелікарня «Мойнаки».
- Універсам. Один із ділових центрів міста. Забудова, в основному, 5-ти та 9-ти поверхові будинки нової споруди.
- 5-й мікрорайон (Авіамістечко). Є приватні будинки, дво-, п'яти- та дев'ятиповерхові багатоквартирні будинки.
- 8-ий мікрорайон. Спальний район, багатоповерхові житлові будинки, переважно 5, 9 поверхів, нові будівлі.
- 9-ий мікрорайон. Спальний район із багатоповерховими (5, 6, 11, 14 поверхів) житловими будинками.
- За лінією. П'ятиповерхові будинки, спальний район, що знаходиться за лінією залізниці.
- Плани. Район забудований приватними домоволодіннями та новими багатоповерхівками.
- Слобідка. Досить великий район, який складається із приватного сектору.
- Нахалівка та Товарна. Приватний сектор.
- Супутник-1 та Супутник-2. Райони котеджної забудови.
- Айсабай (Супутник-3). Приватний сектор.
- Ісмаїл-Бей. Великий спальний район з приватними будинками на околиці міста, інфраструктура: магазини, школа, громадський транспорт.

## Історія

### Стародавній період і середньовіччя

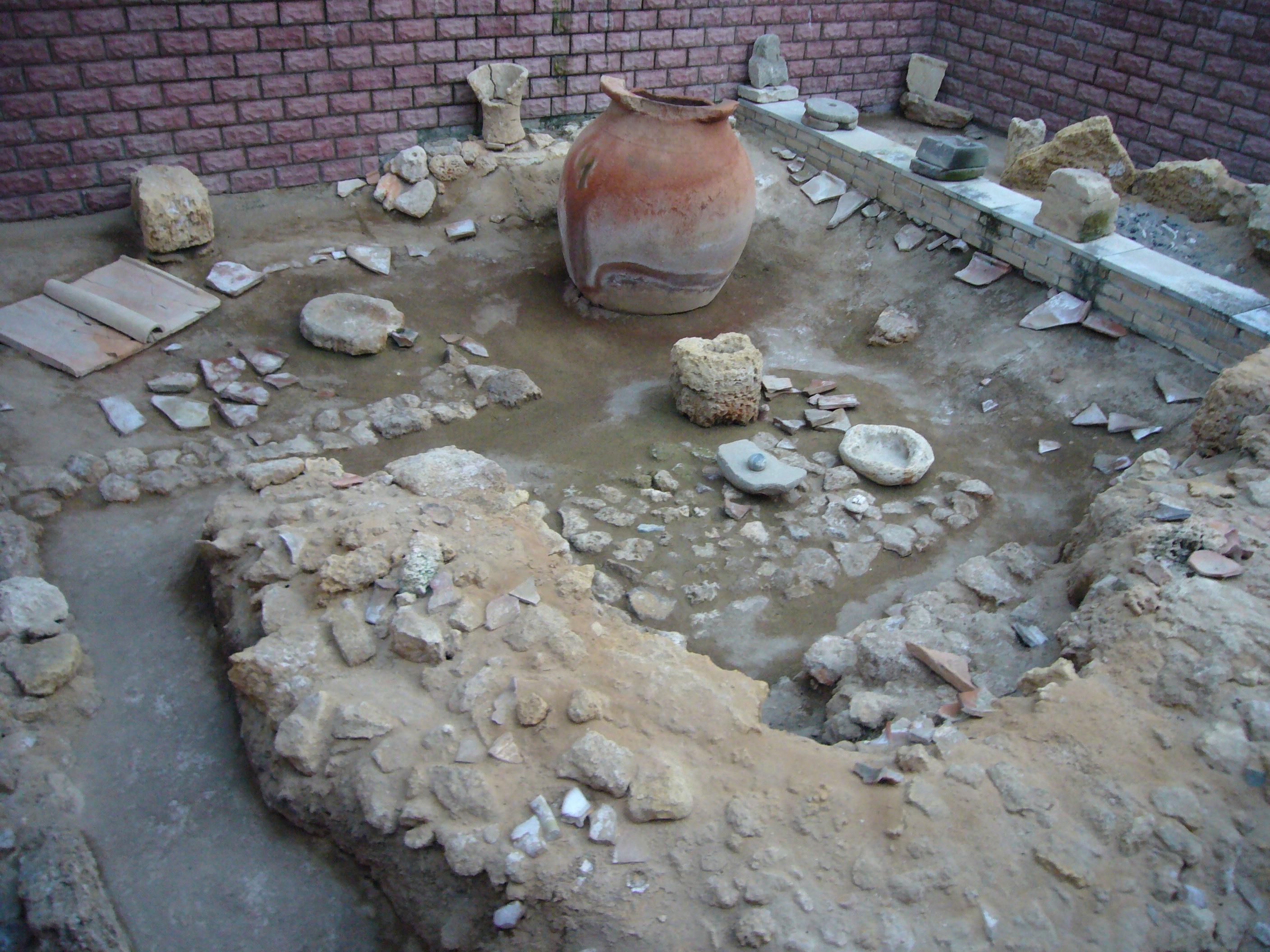
Археологічні знахідки Керкінітиди.

У Євпаторії немає точного дня заснування. Однак, давньогрецький історик Геродот, який жив у V столітті до н. е., в своїх працях згадує про те, що в Таврії на солоному озері використовується для лікування грязь. Пліній Старший у фундаментальній праці «Природна історія» теж писав про Таврію, де землею лікують різноманітні захворювання. А у 1964 році в районі Євпаторії було виявлено і вивчено близько 30 стародавніх поховань, найстарішим з яких від 4,5 до 5 тисяч років. Тут проживали кімерійці, таври і скіфи. Як показують розкопки, на території сучасного міста люди жили ще в III тисячолітті до н. е.
Відомо, що в VI—V століттях до н. е. на місці сучасної Євпаторії грецькі колоністи заснували факторію (торгову базу), а потім поліс Каркінітиду. Назва Каркінітида (або Керкінітида) виникла, як припускають історики, від імені Каркіна — засновника міста. Переселенці з Еллади збудували укріплене військове поселення, обнесли його високими фортечними стінами. Від 30-х років IV століття до н. е. місто входило до складу Херсонеської держави, для якої мало велике торгове і стратегічне значення.
У II—I століттях до н. е. місто час від часу контролювало царство Малої Скіфії. Втім, Херсонес, спираючись на покровительство Понтійського царства, а згодом Стародавнього Риму, відстояв свої права на Керкінітиду.
У III столітті місто постраждало від нападів готів, у IV столітті — від вторгнення у місто гунів, (після чого Керкінітида фактично припинила існування).
Після навали гунів через Крим пролягав шлях багатьох інших кочівників. У IV—XV століттях він постійно піддається набігам, печенігів, хозар, половців. У VI столітті відбудовується Візантією. У VII столітті Херсонес в союзі з хозарами фактично виборює у Візантії автономію своїм володінням. У X—XII століттях цей район освоювали й переселенці з Київської Русі.[джерело?] Дуже мало відомостей дійшло до сьогодні про ранньосередньовічний період з історії Керкінітиди. Однак, відомо, що в епоху раннього середньовіччя тут знову виникла фортеця. А у XIII столітті Крим зазнав монгольської навали.
У 1475 році регіон був захоплений Османською імперією, а на місці Керкінітиди, де на той час існувало лише невелике поселення, турки дали місту назву Ґьозлеве (Козлов — в адаптації слов'янських сусідів). «Ґьозлеве» у перекладі означає «сто очей», «око-будинок» або походить від османського слова «ґьозле» — наглядай, дивись.

### Нова і новітня доба

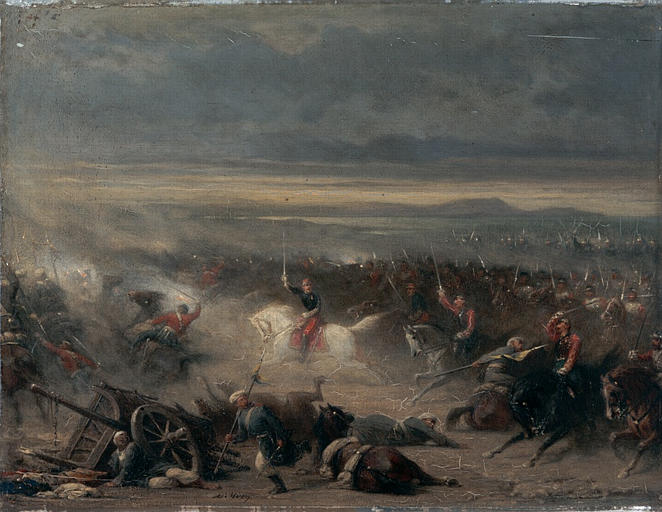
Битва за Євпаторію у 1854 році

У XVI—XVIII століттях Ґьозлеве — одне із значних міст Кримського ханства. За кількістю будинків воно поступалося тільки Бахчисараю. Знане як невільницький ринок місто не раз ставало об'єктом козацьких морських походів (особливо успішний — 1588 рік).
1675 року, під час походу, місто здобули загони Івана Сірка. Ґьозлеве було оточене фортечною стіною, загальною довжиною близько трьох км. Висота її становила 6—8 м, ширина 3—5 м. Стіна побудована у вигляді п'ятикутника, мала п'ять воріт: на схід біля берега моря — Портові ворота, на південний схід — ворота Дров'яного базару, на північну сторону виходили ворота Білого мулли, на північний захід — Земляні ворота, на захід — Кінські ворота.
Наприкінці XVII — початку XVIII століття Російська імперія почала боротьбу за вихід до Чорного моря і приєднання Криму. 1736 року під час російсько-турецької війни 1735—1739 Ґьозлеве, попередньо спалене татарами, здобув загін полковника М. Бірона.

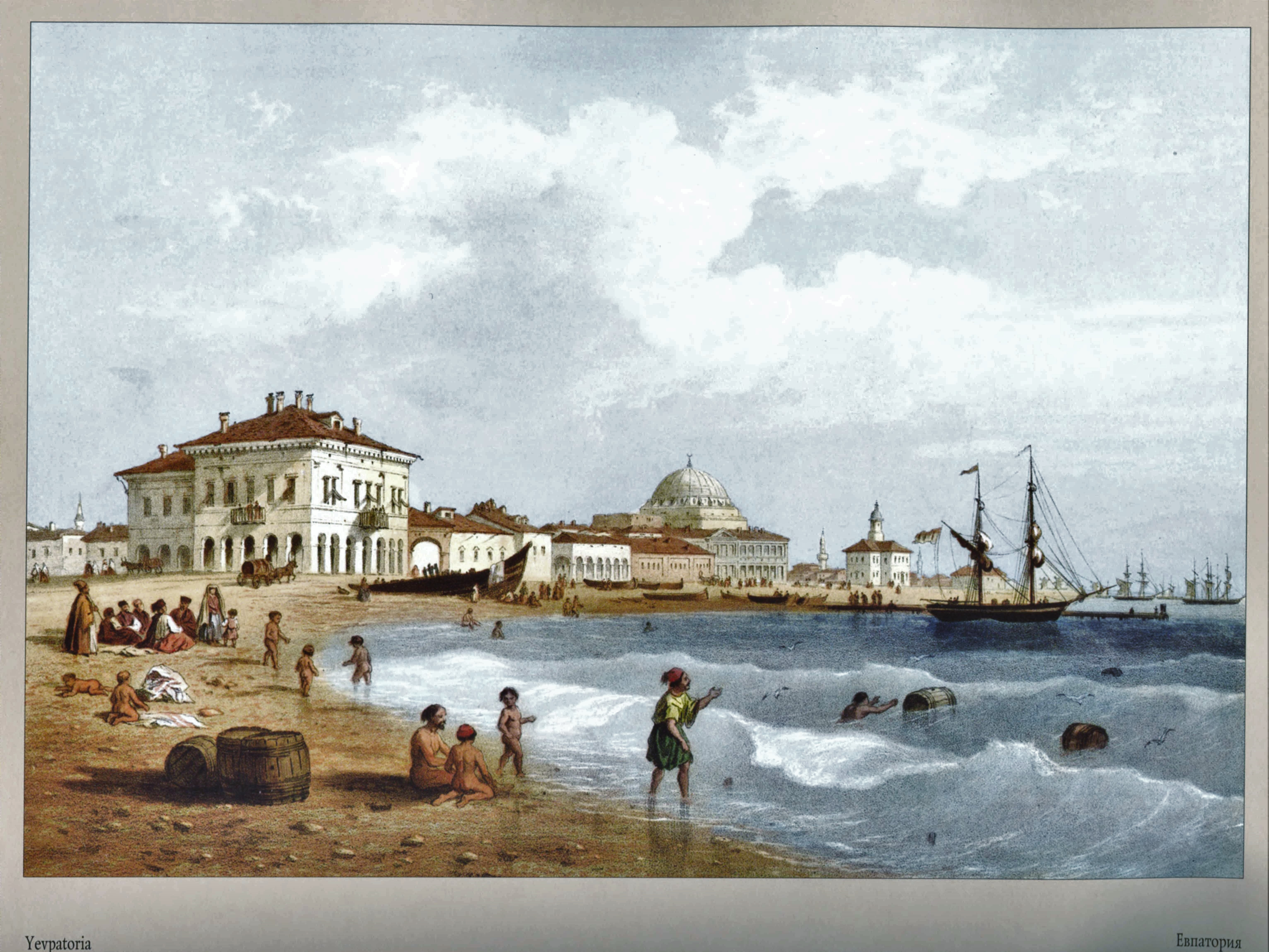
Боссолі. Вигляд Євпаторійської бухти

1771 року його поновно брали війська під керівництвом князя В. Долгорукова. У 1770-х роках Ґьозлеве стало центром каймаканства Кримського ханства.
1783 року Кримське ханство остаточно увійшло до складу Російської імперії, приєднане до Росії було й Ґьозлеве. Ім'я міста, навіть в слов'янізованій формі Козлов, однак, не влаштовувало Катерину II, що надавала перевагу грецьким назвам. Проте місту не повернули і античне ім'я Керкінітида. Імператриця зупинилася на назві Євпаторія, «запозиченій» в однойменного міста, що існувало в давнину на південному узбережжі Каламітської затоки (теперішнього Інкермана), названого, в свою чергу, на честь понтійського царя Мітрідата VI Євпатора.
Одночасно з перейменуванням Євпаторія була перетворена на повітовий центр Таврійської області (з 1796 року — у складі Новоросійської губернії, з 1802 року — Таврійської губернії).
Мусульманське населення міста в 1780-1790-х масово емігрувало до Османської імперії, але занепад тривав недовго: царський уряд заохочував приток сюди нових поселенців.
Наприкінці XVIII століття Євпаторія стає центром караїмізму, куди переїздить духовний глава караїмів — гахам (у 1917 році переїхав до Стамбула).
1798 року в місті споруджено порт, а Євпаторія отримала право на безмитне ввезення і вивезення товарів (порто-франко).
У 1840-х роках в Євпаторії мешкало близько 11 000 осіб.
Під час Кримської війни 1853—1856 у вересні 1854 року Євпаторію захопили британо-французькі війська і перетворили на свою основну військову базу. У лютому 1855 року загін російських вояків під орудою генерал-лейтенанта Степана Хрульова безуспішно штурмував фортецю Євпаторія, зазнавши чималих втрат. Місто значно постраждало в цій війні (населення скоротилося до 4806 осіб).
У другій половині XIX століття Євпаторія перетворюється на кліматичний курорт. 1884 року відкрито першу водолікарню (примітивне грязелікування розпочалося ще в 1870-х), 1905 — перший приватний санаторій «Приморський».
1914 року в Євпаторії мешкало 30 000 осіб (1897 — 18 000).
1915 року залізниця з'єднала місто з магістраллю Москва — Севастополь.

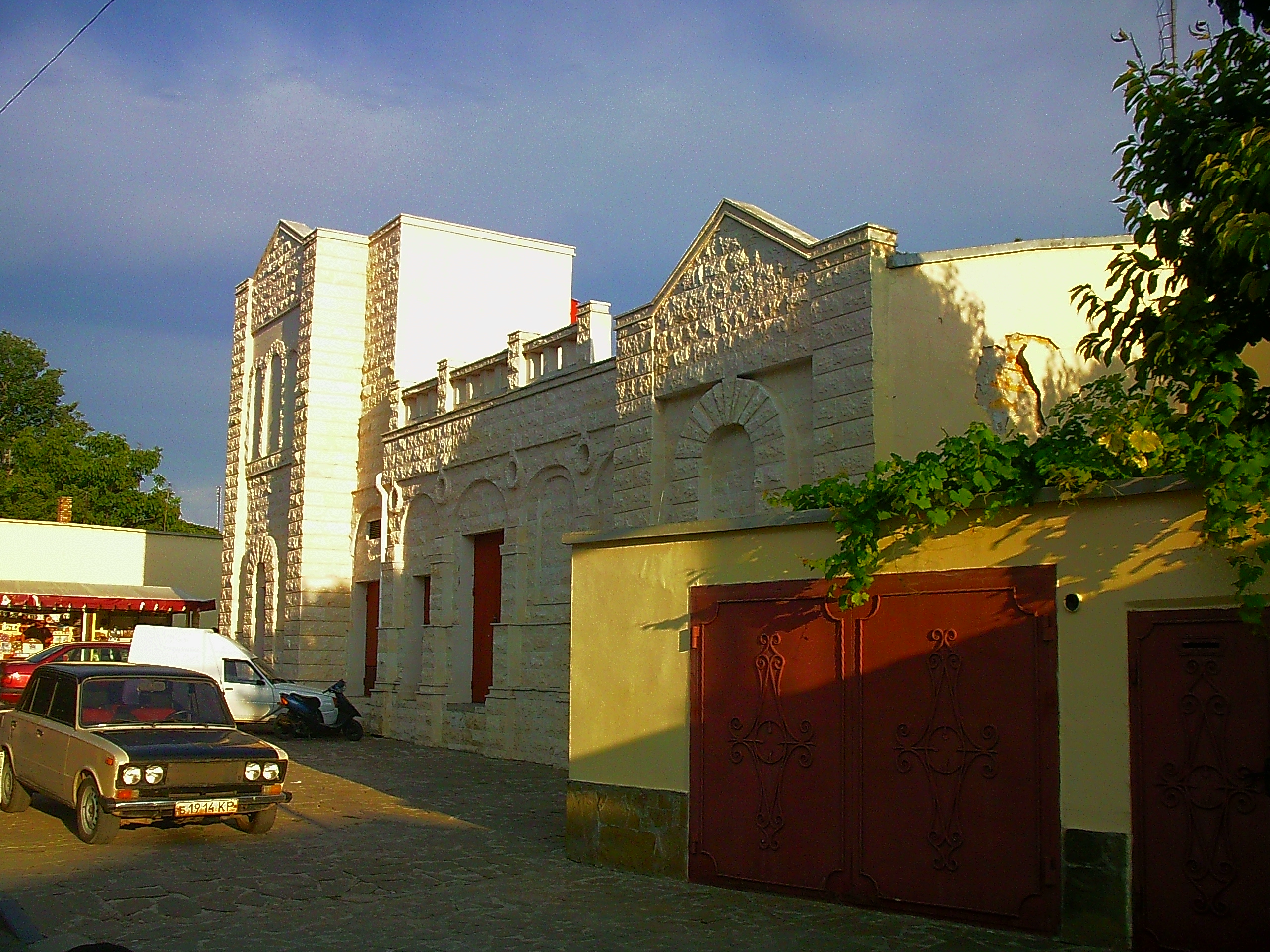
Купецька синагога (Євпаторія)

Наприкінці XIX століття соляні промисли Євпаторії дають 36 % загальної кількості солі, що видобувається в Криму, розвивається борошномельна промисловість, введено в дію цегельно-черепичний завод, розпочато інтенсивний видобуток каменю-черепашника в Мамайських каменоломнях, обладнана перша в місті метеорологічна станція, розпочата забудова дачами території між старою частиною міста і Мойнакським озером. Завершено облаштування Приморського бульвару (нині сад імені Караєва), побудований чавуноливарний завод. У місті діяли 4 православні церкви, 14 мечетей, костел, 4 синагоги, 2 чоловічих і одна жіноча гімназії.

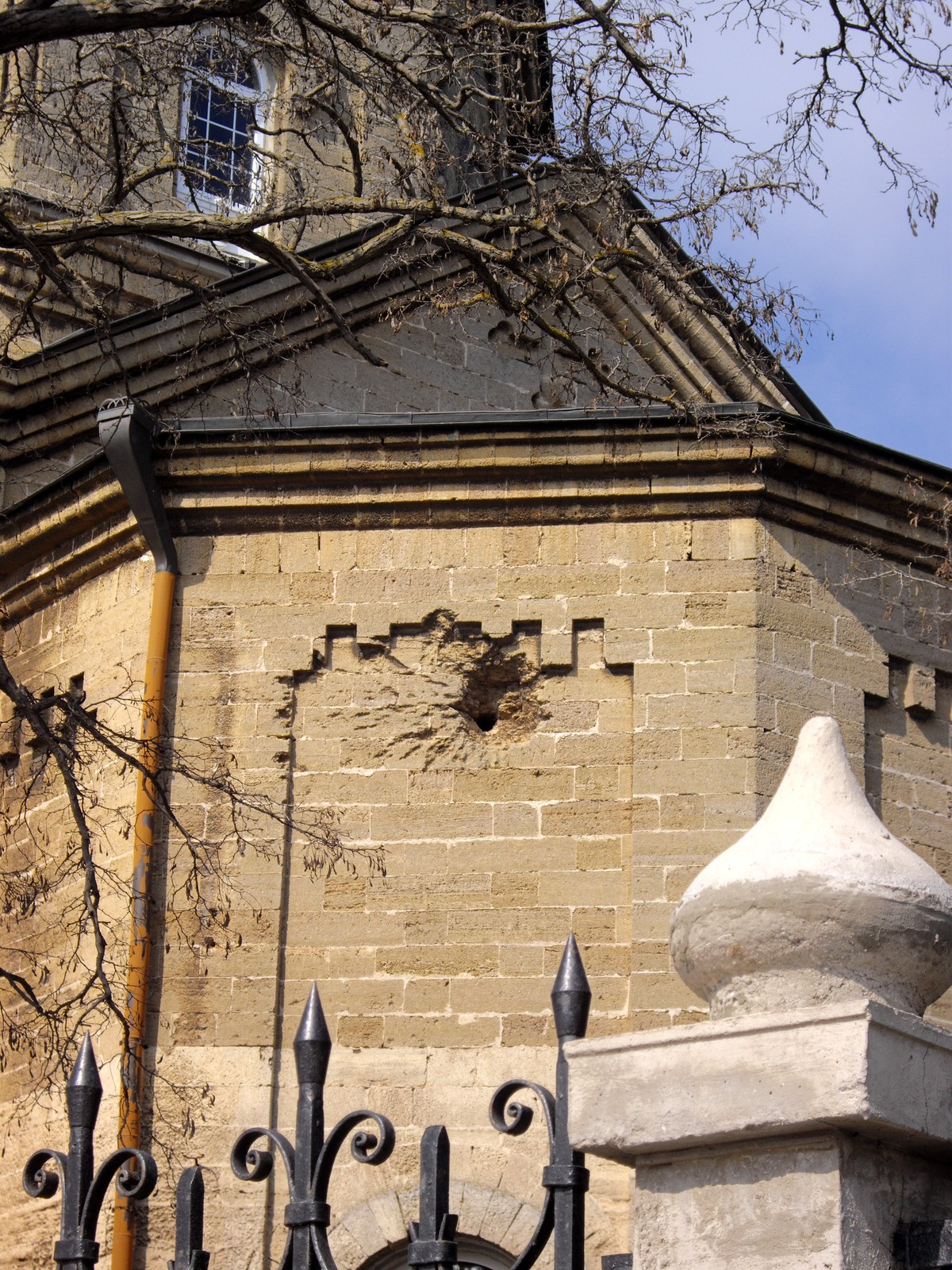
Відгомін Другої світової війни на храмі Святого Іллі

Всеросійський з'їзд з покращення вітчизняних лікувальних місцевостей визнав Євпаторію курортом загальнодержавного значення. Євпаторія стала розширюватися і упорядковуватися. Була архітектурно оформлена сучасна Театральна площа. Тут були побудовані театр — найкращий на півдні Росії після Одеського оперного, публічна бібліотека імені Олександра II (нині імені О. Пушкіна). Облаштовується західна частина міста — так званий дачний район і Євпаторія стала «входити в моду» як дачне місце.
1913 року в місті з'явився перший трамвай, а 1915 року в Євпаторії підведена залізнична гілка Сарабуз — Євпаторія, яка з'єднала Євпаторію з магістраллю Севастополь — Москва.
1921 року в місті заснований краєзнавчий музей. У 1924 відбулася перша в РРФСР науково-практична конференція лікарів, присвячена проблемам курортології, а 1926 року на базі санаторію «Таласса» була заснована перша в СРСР біокліматична станція.
До 1940 року в місті діють вже 36 санаторіїв і будинків відпочинку, 17 дитячих санаторіїв, в тому числі нова водогрязелікарня «Мойнаки».
У перші дні війни добровільно з'явилися в військкомат сотні людей. З напутніми словами першого секретаря Євпаторійського ГК ВЛКСМ М. Зайцева на фронт у повному складі пішов 10-й клас євпаторійської середньої школи імені М. Горького. Здравниці терміново переобладнувалися під евакогоспіталі; був сформований винищувальний батальйон, частина бійців якого увійшла пізніше в Євпаторійський партизанський загін.
Вермахт швидко просувалися до Криму. У жовтні 1941 року партизани-євпаторійці залишили місто і попрямували у Кримські гори. Всі дитячі санаторії були евакуйовані. 31 жовтня 1941 до міста увійшли німці. Будівлю міської Ради, вони перетворили в міську управу, неподалік розмістилося поліцейське управління та інші каральні «служби», а чудові євпаторійські пляжі стали мінними полями, обнесені колючим дротом.
У грудні 1941 року відбулася подія, яка ще більше піднесла бойовий дух євпаторійців: група севастопольських моряків зробила сміливий рейд у заповнену німцями Євпаторію. Тихо підійшовши вночі на двох катерах до берега, моряки висадилися і, прибравши вартових, попрямували до центру міста. Вони звільнили заарештованих людей і, захопивши в міській управі і поліцейському управлінні цінні документи, та зброю повернулися на катери. У місті почався переполох, але моряки благополучно відійшли від берега.

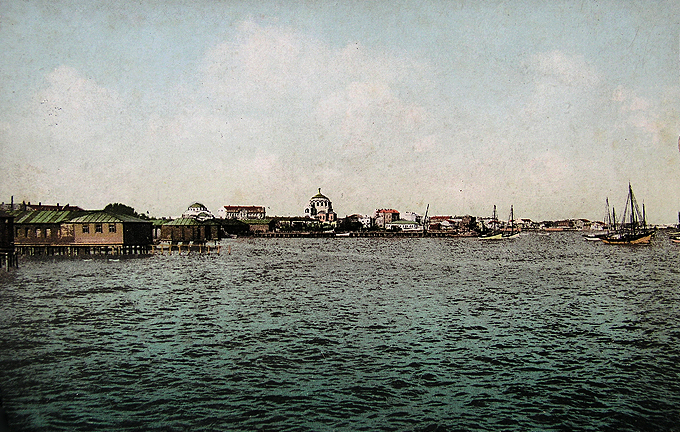
Вигляд міста з моря (листівка, 1916 року)

Тим часом радянське командування підготувало план висадки в Євпаторії великого десанту моряків і бійців Приморської армії. Проти ночі на 5 січня 1942 року до міста підійшли тральщик «Підривник», сім катерів і морський буксир, на яких розмістився євпаторійський десант у кілька сотень людей. Передовий загін висадився на берег і успішно виконав поставлене перед ним завдання. Але на морі розігрався восьмибальний шторм, і спроби висадити підкріплення або зняти десант закінчилися невдачею. Німці отримали можливість підтягти резерви. Мужні чорноморці і місцеві жителі, що приєдналися до них, билися до останнього патрона. Придушивши їх опір, німці розділили Євпаторію на сектори, хапали в кожному всіх, хто здавався їм підозрілим. Потім 3000 євпаторійців разом з групою поранених десантників розстріляли на Червоній гірці.
Ця акція вояків Вермахту була далеко не останньою — ще довго тривали кровопролитні бої. Всього за час окупації німці вбили понад 12,5 тисячі осіб — старих, жінок, дітей, майже третину населення міста. Але боротьба тривала. Євпаторійці дізнавалися від патріотів-підпільників про становище на фронтах. На мотороремонтному заводі саботувалося виконання військових замовлень, у місті діяли підпільні групи.

Вхід радянських солдат до міста

Лише 13 квітня 1944 року Євпаторія остаточно перейшла під контроль радянських військ, першим до міста увійшов підрозділ 9-го гвардійського полку 3-ї гвардійської мотострілецької дивізії, командир стрілецького батальйону старший лейтенант Опанас Лошаков. За роки війни було розстріляно більше 12 000 жителів Євпаторії. Після невдалого євпаторійського десанту 1942 року було розстріляно більше 3 000 місцевих жителів. А до війни в Євпаторії проживало 47 000 жителів. Понад 5 тисяч євпаторійців було мобілізовано в регулярну армію і пішли в партизанські загони. Понад 400 земляків було викрадено на роботи до Німеччини. Та ще депортація — татари, греки, болгари, вірмени, німці, — зменшила кількість євпаторійців на 8-9 тисяч осіб. Сумна арифметика показує, що Євпаторія під час війни втратила близько 45-55 % населення міста.
Після Другої світової війни Євпаторія продовжувала розвиватися як місто-курорт. 1953 року зведено нову будівлю вокзалу, у 1965 році споруджено морський вокзал, у 1966 році введена в експлуатацію свердловина термальної мінеральної води «Мойнаки», у 1979 році — побудована загальнокурортна водолікарня і створена філія Центрального науково-дослідного інституту курортології і фізіотерапії. 1985 року в місті проводиться Перший дитячий музичний фестиваль.

### Сучасність
|                                                     |  |  |
| Ювілейна монета НБУ присвячена 2500-річчю Євпаторії |  |  |

На рубежі XXI століття Євпаторія почала знову відроджуватися, як і за 100 років до цього. У минулому залишилися розпад СРСР, труднощі початку 90-х років. Занепали багато санаторіїв і пансіонатів, розвалилися виробництва, порушилися виробничі зв'язки. Але відродилася Євпаторія, місто знову почало набирати популярність серед жителів України. Десятки тисяч дітей кожного літа приїжджають до Євпаторії на відпочинок. Десятками з'являються нові приватні санаторії та пансіонати, нові магазини, ринки, виробництва. Відкриваються і будуються нові супермаркети, «Фуршет», «АТБ», «Фреш», облагороджується ринок біля «Універсаму», розширюється «Універмаг», на перетині вулиці Фрунзе та проспекту Леніна відкрився бювет євпаторійської мінеральної води, налагоджено морське пасажирське й вантажно-пасажирське сполучення з Туреччиною, відкрилися дитячі майданчики в усьому місті, вулиця Караїмська реконструйована «під старовину», змінилась набережна імені Горького, де встановлено оглядові майданчики — ротонди, серію фонтанів, пам'ятник Гераклові.
У 1999 році саме з Євпаторії було скомпоновано і передано перше в історії багатосторінкове міжзоряне радіопослання «Cosmic Call».
З 29 серпня по 4 вересня 2001 року з Євпаторії до 6 близьких зір було надіслано «Дитяче послання».
27 квітня 2007 року Євпаторійська міська рада ухвалила рішення «Про затвердження стратегічного плану економічного і соціального розвитку міста Євпаторія на період до 2015 року». Основні завдання стратегічного плану: формування стратегічного бачення майбутнього міста, визначення його місії, виявлення головних проблем і стратегічних цілей розвитку міста; визначення оперативних цілей та шляхів їх досягнення.

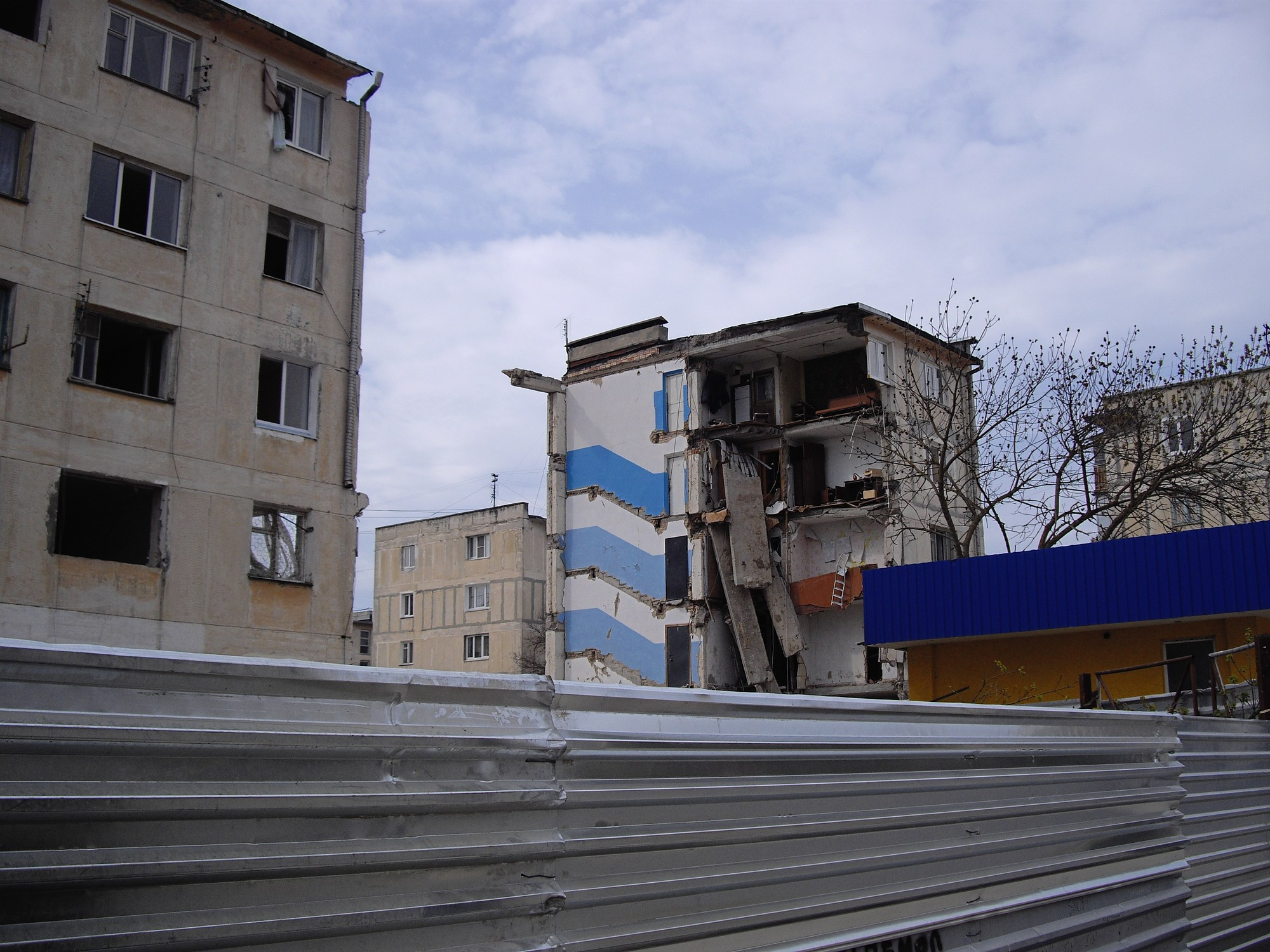
Зруйнований вибухом будинок.

#### Трагедія 24 грудня 2008 року
Трагедія 24 грудня 2008 року в Євпаторії надовго залишиться в пам'яті містян. Після закінчення німецько-радянської війни це була найбільша трагедія — загибель мирних громадян Євпаторії. У ніч з 24 на 25 грудня 2008 року, близько 21:40 обрушилися 2 під'їзди будинку № 67 по вулиці Некрасова.
Напередодні Нового Року у місті лунало безліч вибухів петард та феєрверків. У районах Євпаторії, розташованих трохи далі від місця трагедії, вибух, спочатку, був сприйнятий як чергова вибухнула петарда. Відразу після трагедії інформація миттєво поширилася містом. До місця трагедії почали сходитися люди, які намагалися чимось допомогти. Інформація відразу потрапила в Інтернет. Через форуми євпаторійських провайдерів можна було дізнатися про те, що сталося і що відбувалося далі в ті години.
У результаті трагедії загинуло 27 чоловік. Президент України Віктор Ющенко оголосив 26 грудня 2008 року днем жалоби. Відповідний указ було опубліковано на офіційному сайті глави держави.

#### Захоплення Росією у 2014р.
Наприкінці лютого 2014 року у Євпаторії, як і в інших найбільших містах АР Крим, пройшли «антимайданівські» (а по суті — антиукраїнські) мітинги, інспіровані російськими спецслужбами і проросійськими силами. З 02.03.2014 з'явились повідомлення про блокування військової частини Збройних Сил України (зенітно-ракетний полк) у Євпаторії силами спецпідрозділів російської армії, Чорноморського флоту і загонами так званими «самооборони», 10 березня командуванню частини було висунуто ультиматум про здачу військового містечка.
16 березня 2014 року окупаційною російською владою на території АР Крим і Севастополь було проведено так званий «референдум» щодо виходу Криму зі складу України, після чого захоплені території було поспіхом включено до складу Російської Федерації рішеннями Президента Росії і Держдуми. Захоплення Криму і приєднання його до Росії світовою спільнотою не визнано.

## Населення

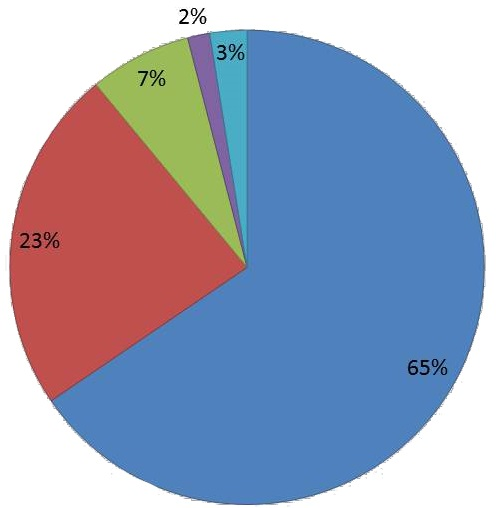
Національний склад населення Євпаторії.
Росіяни
Українці
Кримські татари
Білоруси
Інші

### Національний склад
Найбільшу частину населення міста складають росіяни. За даними всеукраїнського перепису населення 2001 року населення території, підпорядкованій міськраді Євпаторії становило 117 565 осіб. У населенні були присутні такі етнічні групи:
- росіяни — 64,9 %
- українці — 23,3 %
- кримські татари — 6,9 %
- білоруси — 1,5 %
- вірмени — 0,5 %
- євреї — 0,4 %
- татари — 0,2 %
- поляки — 0,2 %
- молдовани — 0,2 %
- азербайджанці — 0,2 %
- корейці — 0,1 %
- цигани — 0,1 %
- караїми — 0,1 %
- німці — 0,1 %
- узбеки — 0,1 %[21].

Населення міста Євпаторії (без населених пунктів, підпорядкованих міськраді), тис. осіб.

### Мовний склад
Рідна мова населення за даними перепису 2001 року:
| Мова              | Чисельність, осіб | Доля   |
| ----------------- | ----------------- | ------ |
| Російська         | 86 352            | 83,64% |
| Українська        | 8 195             | 7,94%  |
| Кримськотатарська | 7 476             | 7,24%  |
| Вірменська        | 295               | 0,29%  |
| Білоруська        | 171               | 0,17%  |
| Ромська           | 93                | 0,09%  |
| Румунська         | 45                | 0,04%  |
| Болгарська        | 17                | 0,02%  |
| Польська          | 11                | 0,01%  |
| Єврейська         | 14                | 0,01%  |
| Караїмська        | 13                | 0,01%  |
| Інші/Не вказали   | 562               | 0,54%  |
| Разом             | 103244            | 100%   |

## Соціальна сфера

### Освіта
В межах Євпаторії функціонують 14 шкіл, медичне і педагогічне училища, 3 ПТУ, 3 коледжі.
Вища освіта представлена Євпаторійським інститутом соціальних наук РВНЗ «Кримський гуманітарний університет» (очна та заочна форма навчання), Євпаторійське відділення Східноукраїнського національного університету імені Володимира Даля (Далевський університет), заочним відділенням університету внутрішніх справ і філіалом заочного відділення Національного педагогічного університету ім. М. П. Драгоманова (Київ).

### Охорона здоров'я
В Євпаторії не тільки безліч санаторіїв і пансіонатів, місто достатньо забезпечене медичними установами. Станом на 1 листопада 2007 року у місті працює 14 медичних установ, у тому числі 11 комунальних, в яких працюють 419 лікарів, 935 середніх медичних працівників. Потужність стаціонарних медичних закладів управління охорони здоров'я міської ради становить 860 ліжок, або 73,4 одиниці на 10 тис. населення.

#### Лікувальний потенціал

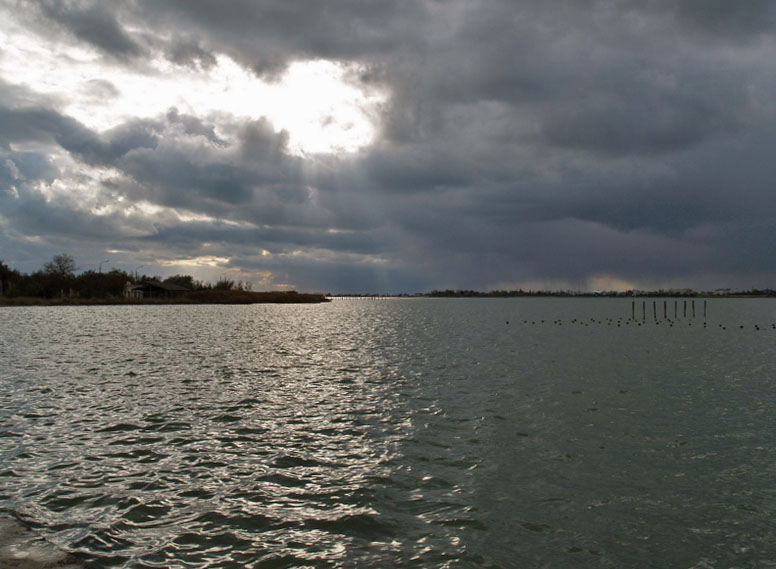
озеро Мойнаки

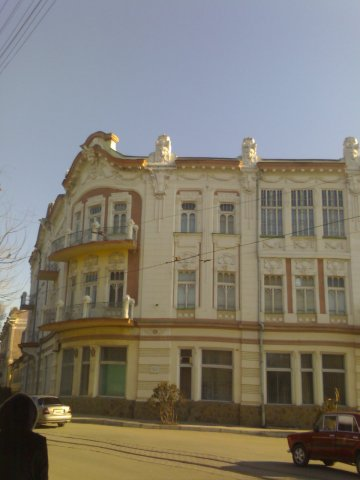
Пансіонат «Орбіта», 2008

Лікувальні грязі, ропа Мойнакського озера, термальні джерела, мінеральні води і настояне на цілющих степових травах повітря — все це перетворило Євпаторію у першокласний кліматичний і бальнеологічний курорт.
Сьогодні в Євпаторії 67 санаторно-курортних установ, у тому числі 27 санаторіїв (з них 20 дитячих), 10 пансіонатів та будинків відпочинку, водолікарня, дві курортні поліклініки та водогрязелікарня «Мойнаки». Розташовані вони, переважно, в центральній курортній зоні, що простяглася від центру міста до Мойнакського озера. Санаторії та пансіонати міста спеціалізуються на лікуванні хвороб опорно-рухового апарату, верхніх дихальних шляхів, периферичної нервової системи, гінекологічних захворювань, безпліддя. Особлива турбота євпаторійських лікарів — реабілітація постраждалих від наслідків чорнобильської катастрофи. Лікують тут і захворювання травного тракту, печінки, нирок. Крім основного курсу, тут завжди запропонують лікування стоматологічних захворювань, косметологічні процедури. Багато євпаторійських здравниць мають можливість цілий рік відновлювати здоров'я своїх пацієнтів.
Лікарі курорту, володіючи потужними практичними знаннями, тісно співпрацюють з науковими інститутами, оновлюючи арсенал можливостей у боротьбі за здоров'я своїх пацієнтів. І яскравий приклад цього — медико-психологічне лікування за допомогою дельфінів у євпаторійському дельфінарії. Тут побувало безліч пацієнтів, яким спілкування з дельфінами сприятливо позначилося на їхньому здоров'ї.

#### Становлення курорту

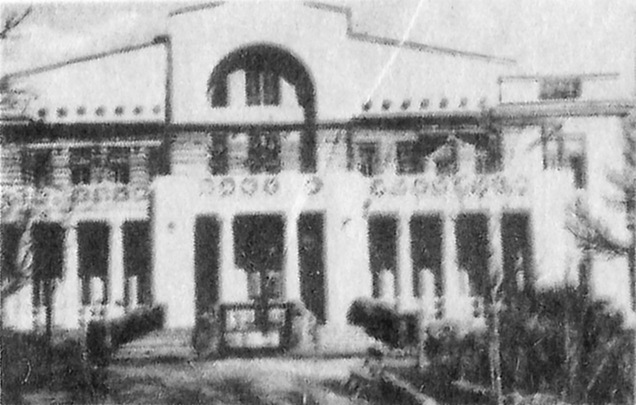
Санаторій «Таласса».

Курортний розвиток Євпаторії розпочався ще в 60-х роках XIX століття. Морські купання тут порівнювалися з каннськими. Не менше значення мали цілющі грязі, якими славилися околиці Євпаторії; завдяки цьому розвиток євпаторійського курорту відразу ж пішов у лікувальному напрямку. В 1874 році військове відомство започаткувало тут так звану «очну санаторну станцію», а в 1886 році лікарі Ходжаш і Цеценовський відкрили Мойнакську грязелікарню, побудовану за проєктом архітектора Бернардацці. Використання цілющих ресурсів Євпаторії ширилося з кожним роком. Дуже скоро місто досягло значення другого, після Ялти, всеросійського курорту. У 1905 році був відкритий кліматичний «Приморський санаторій» — один з найбільших лікувальних закладів Криму в той час. Ще через кілька років почали працювати санаторії «Таласса» і «Геліос». Тоді ж закладалися основи розвитку дитячого курортолікування. У місті була значна кількість приватних купалень, кілька готелів, пансіонів і мебльованих кімнат.
Найбільші успіхи в розвитку курорту припали на час, коли міським головою був місцевий землевласник С. Дуван. Завдяки його старанням, в західній частині Євпаторії, на великому пустирі, виросло нове місто з приватних будинків і дач, побудованих в модному стилі «модерн». Євпаторія обзавелася одним з найкращих на півдні Росії театром, бібліотекою, розкішним рестораном-кафе «Бориваж». Головні вулиці були замощені і шосовані. В 1914 році в Євпаторії був пущений трамвай, а в 1915 році місто було сполучене залізницею з Сімферополем. 16 травня 1916 року Євпаторію відвідала царська сім'я, яка засвідчила про справжній розквіт курорту.
У перші роки радянської влади всі санаторії, дачі, вілли та особняки були націоналізовані і перетворені в лікувальні корпуси. Почалося будівництво нових санаторіїв. На курорті працювали відомі лікарі — А. Шенк, П. Медовіков, С. Трегубов. 20 січня 1936 року Раднарком РРФСР прийняв постанову «Про організацію в Євпаторії зразкового дитячого курорту».
Напередодні війни в Євпаторії налічувалося 36 здравниць, половина з них мала дитячий профіль. Післявоєнне відновлення курорту і його подальший розвиток повернуло місту статус Всесоюзної дитячої оздоровниці. За часів незалежної України курорту Євпаторія Указом Президента України було присвоєно статус Всеукраїнської дитячої оздоровниці.

## Засоби масової інформації
Розвиток засобів масової інформації, особливо газет, торкнувся Євпаторію на початку ХХ століття, з розвитком міста саме як курорту. Збільшення кількості відпочиваючих і все більша популяризація Євпаторії як загальнорадянського курорту, дали поштовх до розвитку ЗМІ в самій Євпаторії, і включенню інформації про Євпаторію в такі популярні на початку XX століття збірники як «Путівники».

### FM-радіостанції
Через окупацію півострова мовлення всеукраїнських та регіональних радіостанцій припинено.
| №п/п | Частота, МГц | Назва                  | Потужність, кВт | Адреса вежі              | Передавач |
| ---- | ------------ | ---------------------- | --------------- | ------------------------ | --------- |
| 1    | 101,0        | Радіо Байрактар (план) | 0,1             | вул. Чорноморське шосе 2 |           |
| 2    | 102.5        | Kiss FM                | 0.1             | вул. Чорноморське шосе 2 |           |
| 3    | 103,5        | Лідер                  | 0,2             | вул. Чорноморське шосе 2 |           |
| 4    | 105,2        | Люкс FM                | 0,5             | вул. Чорноморське шосе 2 |           |
| 5    | 105,9        | Radio ROKS             | 0,1             | вул. Чорноморське шосе 2 |           |
| 6    | 106,8        | Мелодія FM             | 0,2             | вул. Чорноморське шосе 2 |           |
| 7    | 107,5        | Хіт FM                 | 0,2             | вул. Чорноморське шосе 2 |           |

## Економіка
Економіка міста представлена широким спектром галузей міського господарства: санаторно-курортний комплекс, промисловість, будівництво, транспорт, зв'язок, торгівля. У загальному обсязі промислового виробництва міста 80 % становить продукція підприємств харчової галузі, яка випускає хлібобулочні, кондитерські вироби, м'ясо-молочну продукцію, вина, безалкогольні напої та інші товари.
Підприємства харчової промисловості забезпечують постачання своєї продукції в 64 санаторно-курортних установ міста, на замовлення яких налагоджується випуск нових видів продукції. Підприємства промислової галузі міста впроваджують нові технології виробництва, модернізують обладнання, покращують асортимент продукції, що випускається. Щорічний товарообіг підприємств роздрібної торгівлі та громадського харчування становить більше 250 млн. грн. Жителів міста і гостей курорту обслуговують: 412 підприємств торгівлі; 228 підприємств громадського харчування; 196 підприємств сфери послуг; 9 ринків на 4423 торгових місця. У місті проводяться виставки — продажі з дегустацією продукції місцевих товаровиробників, багатогалузеві ярмарки кримських товаровиробників, тематична розширена торгівля до свят, сільськогосподарські ярмарки і різні фестивалі. Останніми роками в місті відзначаються позитивні тенденції розвитку підприємництва, активізація фінансово-кредитних та інвестиційних механізмів, спрямованих на підтримку верств населення, здатних власними силами забезпечити свою економічну самостійність. Збільшення кількості суб'єктів малого підприємництва сприяє структурним змінам в економіці та зростання частки приватної власності.
У Євпаторії розроблений інвестиційний паспорт, основна ідея якого полягає в тому, щоб представити весь набір інформації про регіональний інвестиційний клімат в місті-курорті та його перспективи.
Обсяги інвестицій зовнішньоекономічної діяльності в економіку міста на 1 лютого 2012 року склали 77 708 300 $. Темп зростання обсягів прямих іноземних інвестицій склав 129,5 % до обсягу на початок року (2-ге місце в Криму).

### Туризм

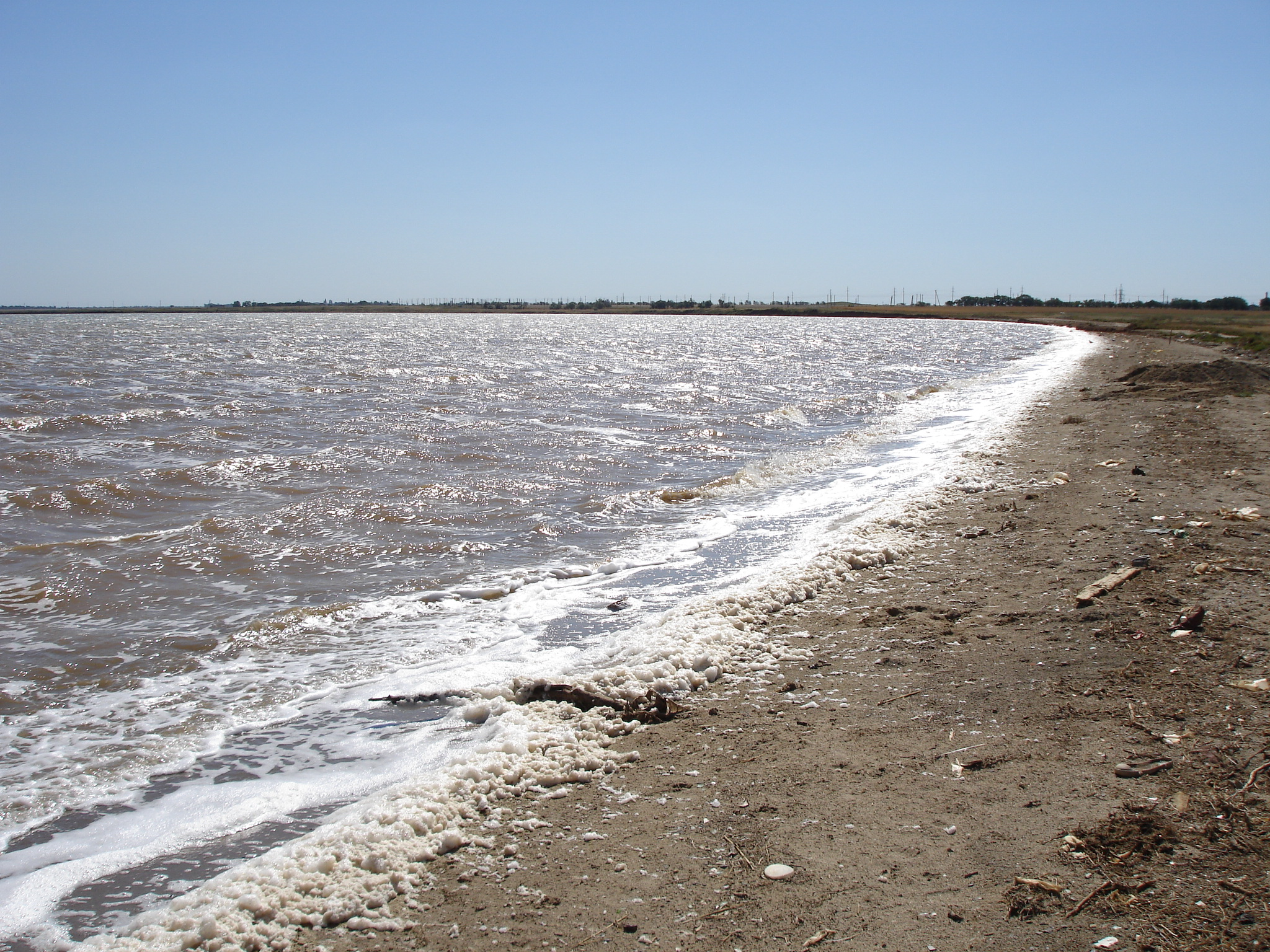
озеро Сасик

Санаторно-рекреаційна галузь є однією з високорентабельних галузей народного господарства. Її ефективний розвиток протягом десятиріч дозволив місту одержати сучасний розвиток (місто одне з найкращих у Криму за рівнем розвитку соціальної сфери). Однак у порівнянні з 1987 роком кількість санаторних закладів зменшилась на 18 одиниць. У 80-ті роки в оздоровницях міста відпочивали понад 300 тис. осіб, крім того, понад 800 тис. самодіяльних рекреантів.
Впродовж 5 років ріст цін вартості путівок становить приблизно 23 %, найбільший ріст у 2003 році — 17 %. Позитивною тенденцією є збільшення обсягу додаткових послуг. За 5 років показник зріс утричі, у 2000 році він склав 7 млн грн., 2004 році — 19,7 млн грн. Збільшення наданих послуг своєю чергою привело до зростання робочих місць. Так, в галузі у 2000 році працювало 9600 осіб, а в 2004 році кількість працівників становила 11 297 осіб, ріст становить 17 %.

## Транспорт
Євпаторія — розвинутий транспортний вузол Автономної Республіки Крим та України. У місті є залізничний пасажирський вокзал, товарна станція з контейнерними майданчиками, морський вантажно-пасажирський порт і сучасний автовокзал. Влітку до Євпаторії можна дістатися на поїздах прямого сполучення з Києва, Львова, Харкова, Дніпра, Москви, Санкт-Петербурга, Мінська і ряду інших міст. З Сімферополя до Євпаторії можна доїхати електричкою або автобусом, які вирушають у цьому напрямку кожні 10 хвилин.
У будь-яку точку Євпаторії можна дістатися автобусом, маршруткою чи трамваєм. У Криму трамвай є тільки в Євпаторії. На ньому можна дістатися до вокзалів, на набережну і в курортну зону.

### Аеропорт
Євпаторію обслуговує міжнародний аеропорт Сімферополя, розташований за 60 км на південний-схід від міста. Євпаторія також має свій маленький аеродром, який знаходиться у північно-східній частині міста. Аеродром підпорядковується прилеглому поряд державному підприємству — «Євпаторійському авіаційному ремонтному заводу». Загальна довжина злітної смуги становить 2000 м, а ширина 40 м. На базі існуючого аеродрому заплановано створення повноцінного пасажирського аеропорту, ініціаторами проєкту стали «Євпаторійський авіаційний ремонтний завод» та Євпаторійська міська рада.

### Залізниця

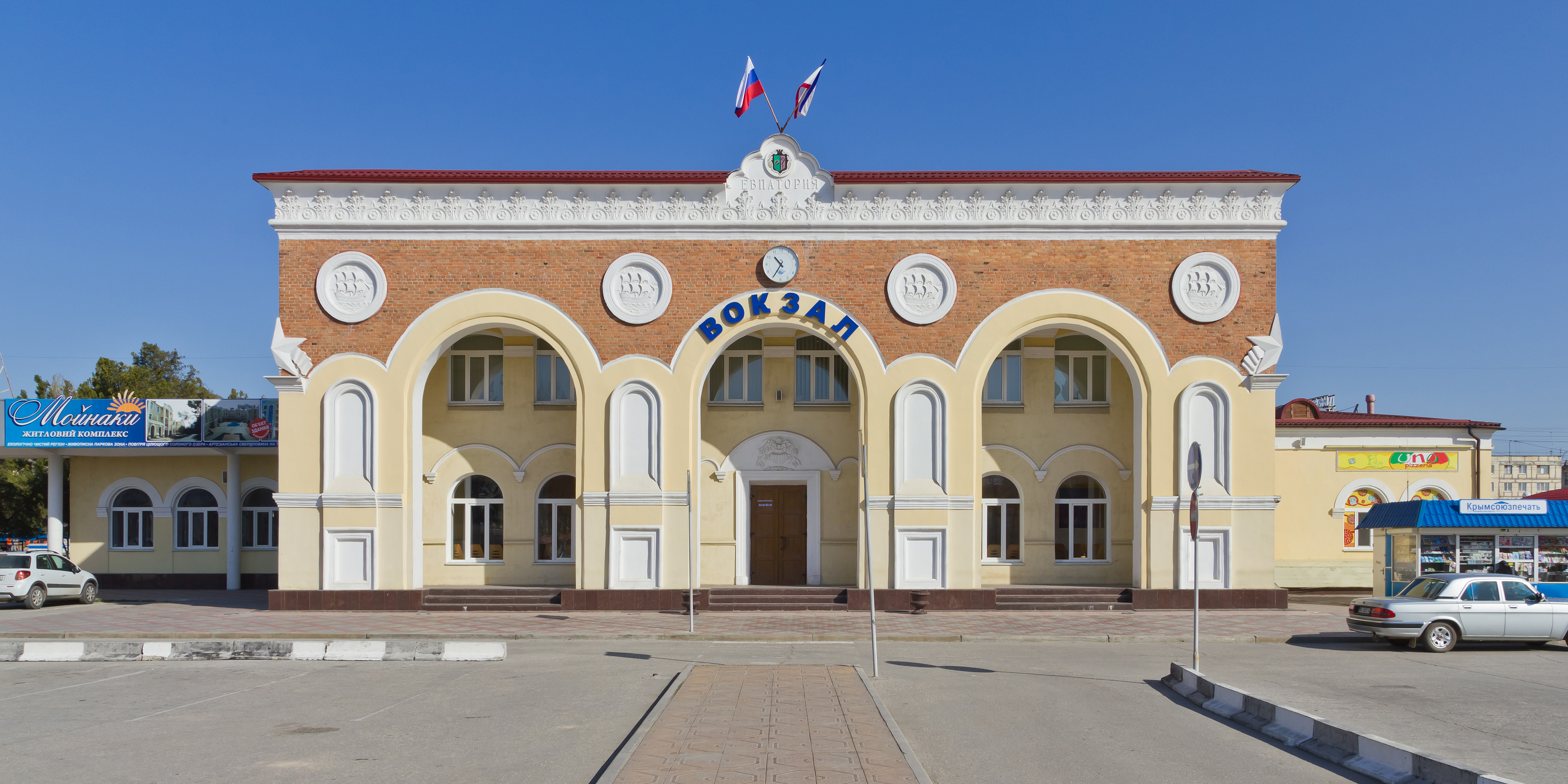
Євпаторія-Курорт. Вокзал.

Влітку залізничний вокзал Євпаторії — одне з найбагатолюдніших місць. Головна станція — Євпаторія-Курорт. Рух тут не припиняється і в нічний час. У приміщенні вокзалу працюють дві зали очікування, одна з яких — платна. На території вокзалу працюють 16 квиткових кас, крім цього, функціонують одна цілодобова і кілька пересувних кас. Оновлено перон, реконструйовані посадкові платформи, фонтан і озеленена привокзальна площа. Стіни зали очікувань облицьовані мармуром, а підлога викладена гранітом. У залі підвищеного комфорту встановлені кондиціонери та м'які меблі; на другому поверсі — комфортабельні кімнати відпочинку.
Необхідність проведення в Євпаторію залізниці стала очевидною вже на початку ХХ століття — вантажно-розвантажувальні роботи, що проводилися морським портом, були пов'язані цілим рядом труднощів і затримок. Крім цього — вантажі, доставлені морем, далі могли бути відправлені лише сушею. Потрібна була дорога і для перевезення відпочиваючих. Перша будівля вокзалу була споруджена в 1953 році за проєктом відомого радянського архітектора О. Н. Душкіна, а в 1986 році на самій мініатюрній євпаторійській площі в 1 100 м² було побудовано його сучасне приміщення. Також у місті є ще одна станція — Євпаторія-Товарна і Євпаторійська дитяча залізниця, яка була установою позашкільної освіти для дітей, знайомила їх із залізничними спеціальностями, та слугувала у ролі прогулянкової вузькоколійної залізниці в курортному місті. Проіснувати дорозі довго не судилося — в кінці 1991 року за ініціативою Партії Зелених вона була закрита у зв'язку з порушенням екосистеми озера Мойнаки, рухомий склад вивезений, а колія розібрана.

### Автотранспорт
Автомобільний транспорт Євпаторії має розвинену мережу вантажних і пасажирських маршрутів внутрішнього і міжрегіонального значення. Євпаторія має пряме транспортне сполучення з усіма містами і районами Криму. Автобусах і таксівками можна дістатися не тільки до залізничного вокзалу в Сімферополі, але й до аеропорту, який знаходиться за десять кілометрів від Сімферополя.
Автовокзал Євпаторії розташований за сто метрів від залізничного. Звідси можна дістатися до прилеглих передмість: смт Мирний, смт Новоозерне, смт Заозерне та смт Чорноморське.

### Морський порт

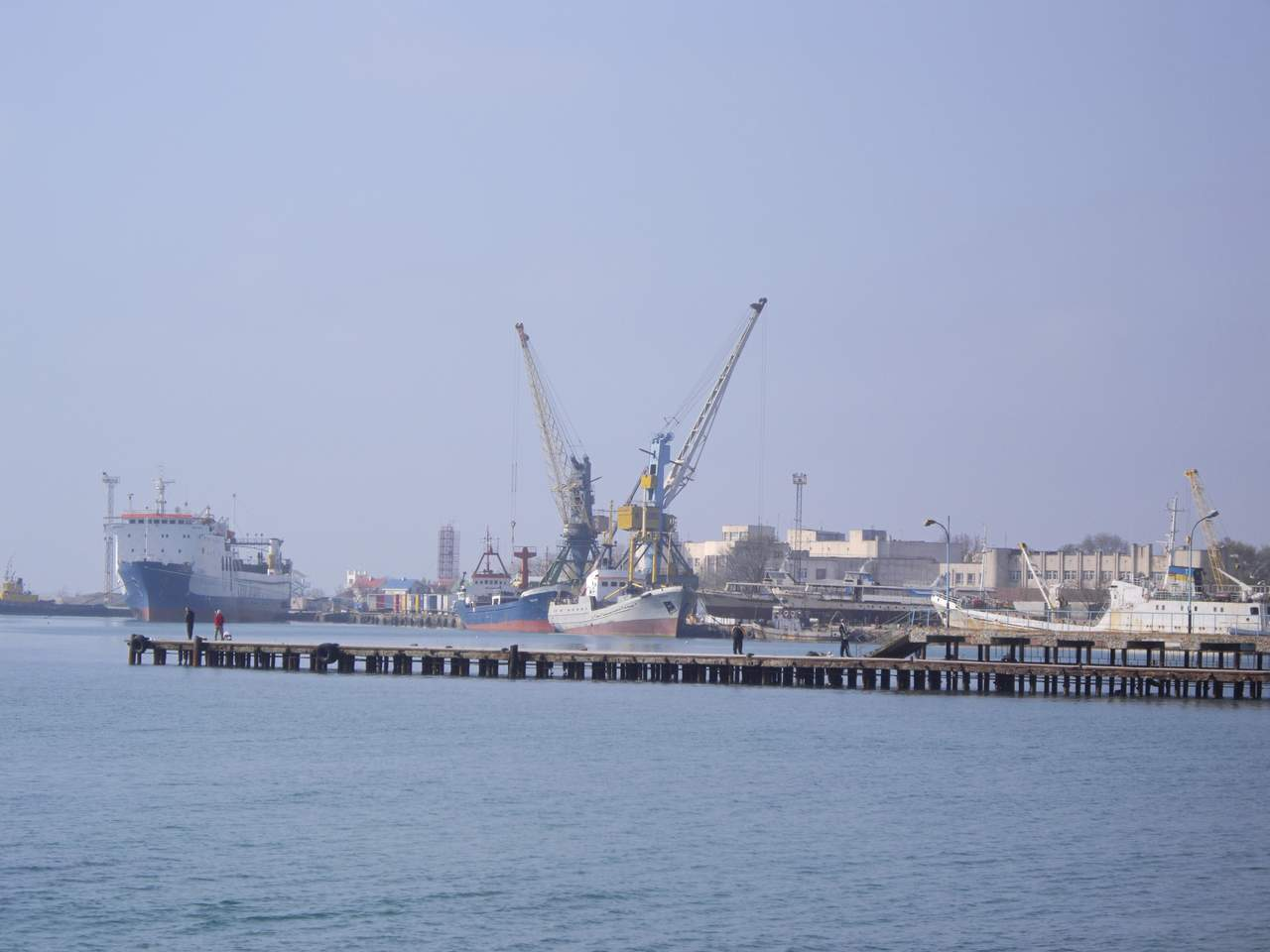
Євпаторійський морський торговельний порт.

Євпаторійський морський торговельний порт розташований на північному березі Каламітської затоки Євпаторійської бухти Кримського півострова. Навігація в порту триває цілий рік, порт практично не замерзає. Згідно з історичними даними в гавані міста протягом 25 століть існував морський торговий порт.
Для залучення людей до міста, російський імператор Павло I видав у 1798 році Маніфест про встановлення режиму вільної гавані, що дало поштовх розвитку міста-порту, який незабаром став одним із найбільших у Криму. На Євпаторійському рейді одночасно тоді стояло до 170 торговельних суден. Через порт здійснювалася активна торгівля. Сюди привозили каву, тютюн, сухі фрукти, оливкову олію, мануфактуру, а в Константинополь, Марсель, Анталію вивозили хліб і місцевий товар — сіль, вивозилися також сира шкіра, сало, масло.

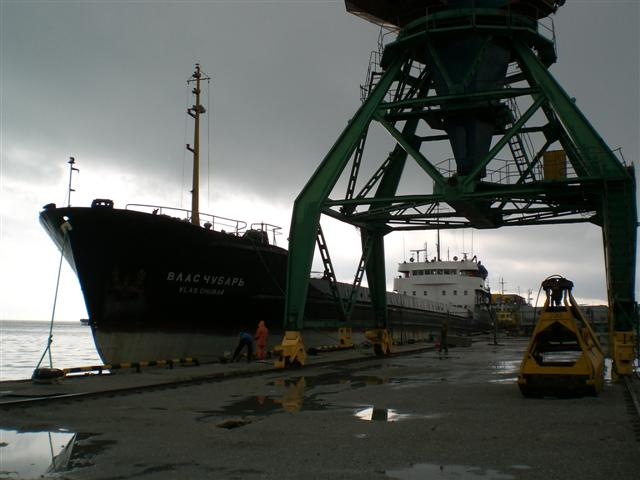
Розвантаження судна в Євпаторійському порту.

У 70-80-х роках порт спеціалізувався на перевезеннях пасажирів місцевих ліній, обсяг яких сягав 2,8 млн осіб. У зв'язку зі збільшенням пасажирських перевезень у 1965 році був побудований морський вокзал, а в 1970—1980 рр. були побудовані п'ять пасажирських і вантажних причалів. Це дало можливість приймати пасажирські судна Кримсько-Кавказької лінії типу «Білорусь» автопасажирського судна (валовою місткістю 16600 БРТ, завдовжки 157 м, 500 спальних місць і 255 легкових автомобілів) безпосередньо в порту, до цього такі судна обслуговувалися тільки на рейді.
На початку 80-х порт почав видобуток піску на пересипі Донузлава, з метою створити глибоководний канал і організувати в Донузлаві філію порту. Під час робіт було знайдено кілька античних корабельних аварій. У наш час[коли?] видобуток піску є головним видом діяльності порту. З отриманням Україною незалежності, у 1992 році Рішенням Кабінету Міністрів Україні, Євпаторійський порт знову став міжнародним з правом заходу іноземних суден.

### Трамвай

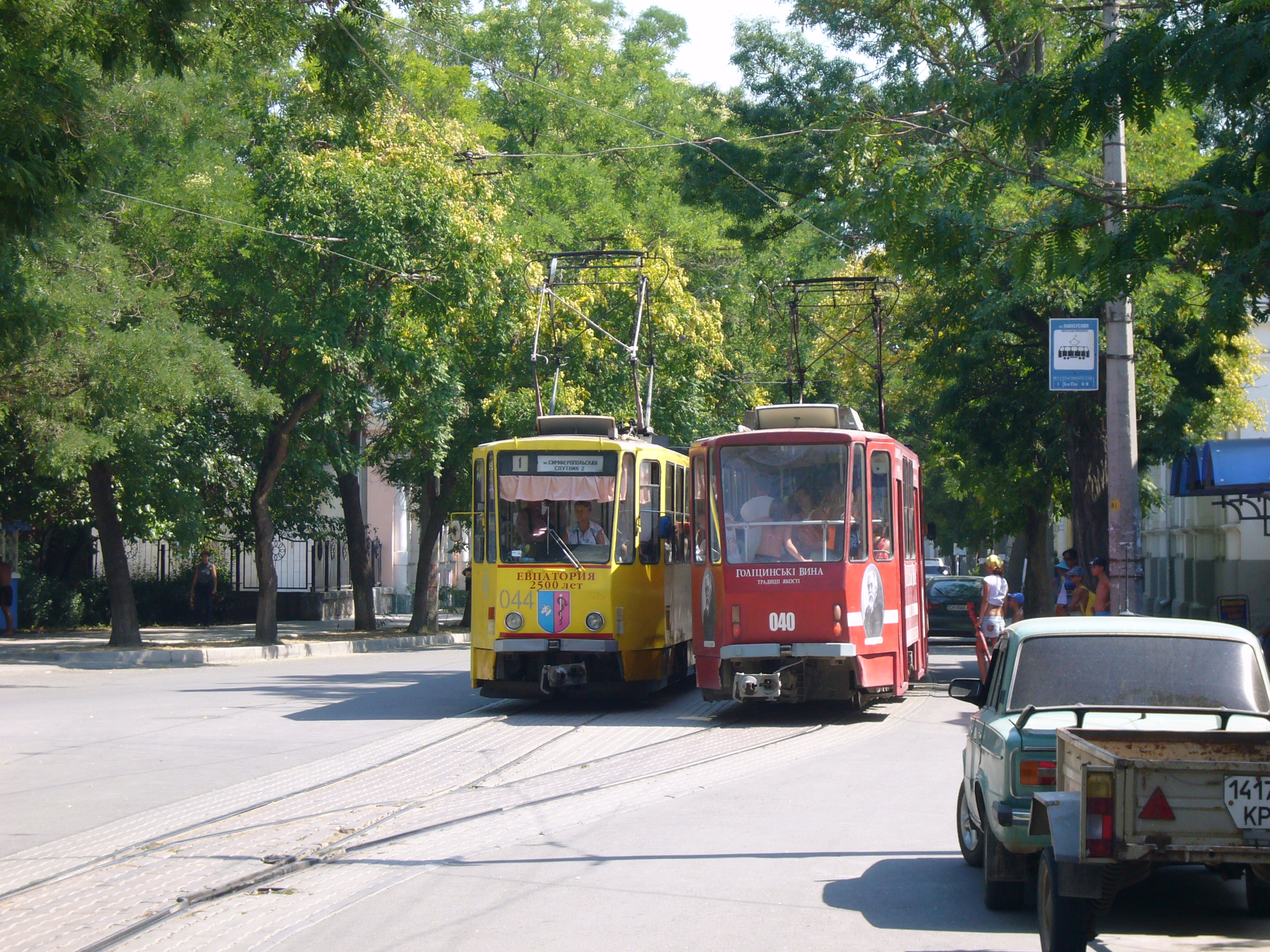
Роз'їзд трамваїв Tatra KT4 в Євпаторії (одноколійна система).

У Євпаторії з 10 травня 1914 року функціонує трамвай, що став однією з визначних пам'яток міста. Трамвайна система Євпаторії складається з 5 маршрутів (один з них екскурсійний), базується на колії 1000 мм і являє собою одноколійно-роз'їзну схему руху. Настільки незвичайна колія для трамвайних шляхів була обумовлена тим, що вона побудована за німецьким проєктом. Першими вагонами були зчепи з електровагонів Митіщинського заводу і вагонів конки з Одеси, лінія йшла від міського театру і закінчувалася в грязелікарні біля озера Мойнаки (сьогодні це частина першого маршруту).
У жовтні 1915 року в місто провели залізницю, і незабаром до залізничного вокзалу теж провели трамвайні рейки. Так само побудували гілку до моря та в передмістя (у бік Сімферополя). Під час громадянської війни місто перебувало в німецькій окупації і трамвай не працював до 1924 року. Так само трамвай зупинився і в роки Другої світової. У повоєнні роки відновлення шляхів йшло повільно, але все ж таки до 50-х років трамвайні лінії повністю запрацювали.
Після розпаду Радянського Союзу євпаторійський трамвай відчуває серйозні фінансові труднощі. Державні дотації скоротилися, утворилися заборгованості в зарплаті, заборгованості в електроенергії, дефіцит кондукторів та водіїв. У місті багато пільговиків, і лише в літній сезон приїжджає велика кількість відпочиваючих. Парк вагонів сильно застарів, терміново був потрібний капітальний ремонт як мінімум половині німецьких вагонів.
У 2005 році було скорочено маршрут № 3 від залізничного вокзалу до готелю «Україна», а номера вагонів євпаторійських трамваїв стали тризначними. Найзнаменитішим є вагон № 007, колишній 7, до 1994 року 13.

## Культура

### Архітектура

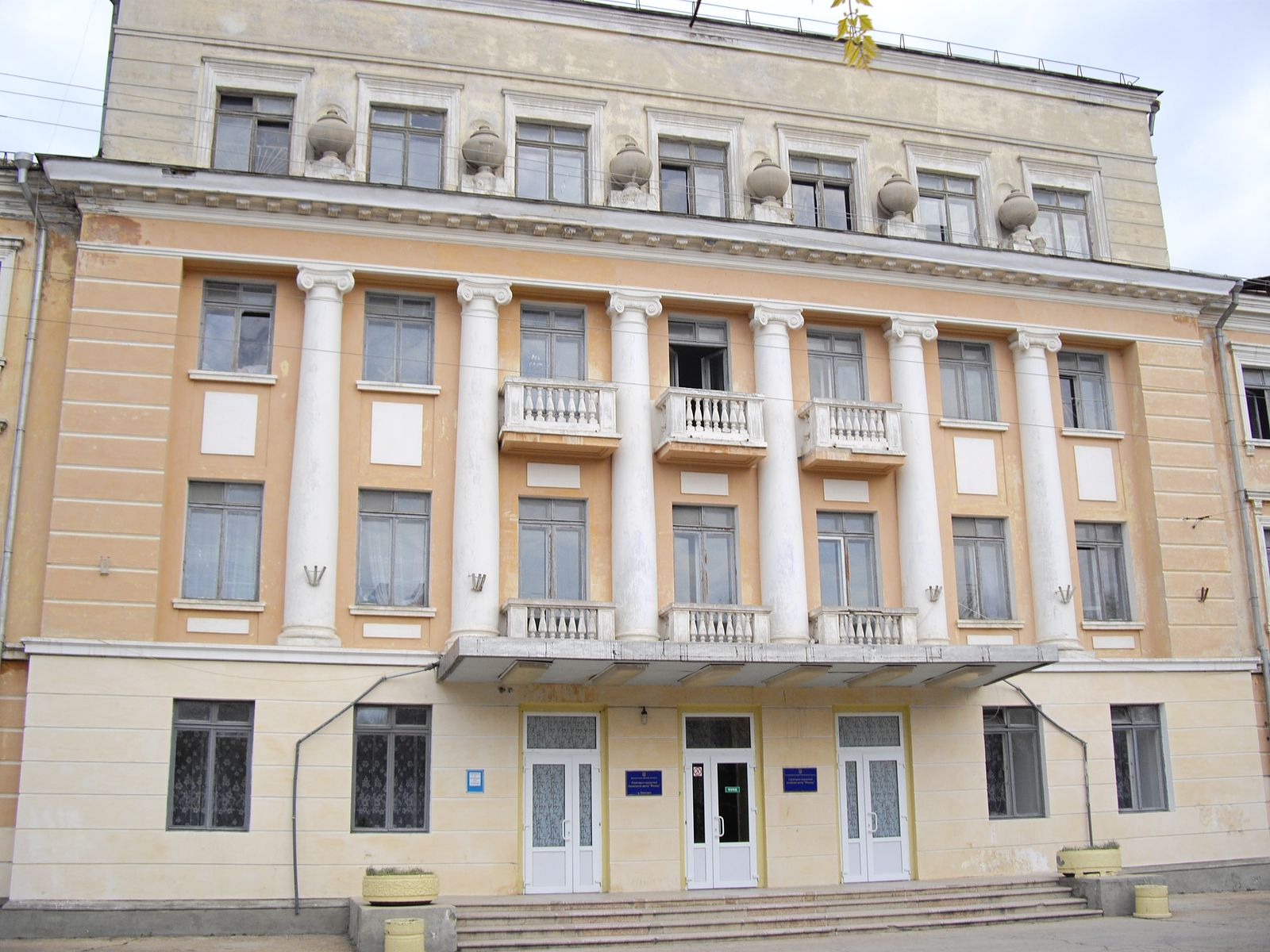
Санаторій в Євпаторії.

Бурхливий період містобудування в Євпаторії в самому кінці XIX — початку XX століття збіглося з широко поширеним і модним у ті роки архітектурним напрямом модерн. Ця архітектурна течія відповідала за часом небувалого розвитку капіталізму, охопило різноманітні галузі зодчества: житла, громадські споруди, адміністративні та культурні будівлі, промислові підприємства і т. д.
Оскільки тоді вже чітко окреслилася лікувально-оздоровча та курортна спеціалізація Євпаторії, то і цей стиль проявився, насамперед, у спорудах цього профілю: пансіонатах, санаторіях, лікарнях, дачах, готелях, але також в адміністративних і громадських будівлях. Великої популярності модерну в приморському місті сприяла та якість цього стилю, що він припускав широке застосування сучасних матеріалів, насамперед залізобетонних конструкцій, які дозволяли будувати якісно і швидко. У той же час виразні можливості модерну повною мірою відображали смаки столичної публіки, яка становила основний контингент відпочиваючих. З іншого боку, будівлі, збудовані в цьому стилі, забезпечували високий рівень комфортабельності у вельми вимогливих курортників. Створенню першокласних за своєю архітектурою та оснащення об'єктів сприяло і те, що у місцевих жителів, головним чином караїмів, купців і міщан, накопичилися величезні кошти, які вони з великим бажанням вкладали в курортну інфраструктуру. Приміром, тільки устаткування відкритого в 1911 році санаторію «Таласса» обійшлося його власникам С. А. Бобовичу і М. І. Гелеловичу в суму — 500 тис. руб. Цього ж року прийняли перших відпочиваючих два готелі — «Дюльбер» і «Бейлер», обставлені на європейський кшталт. Попри високі ціни за номери, вони були повністю затребувані у курортників.

### Вулиці Євпаторії

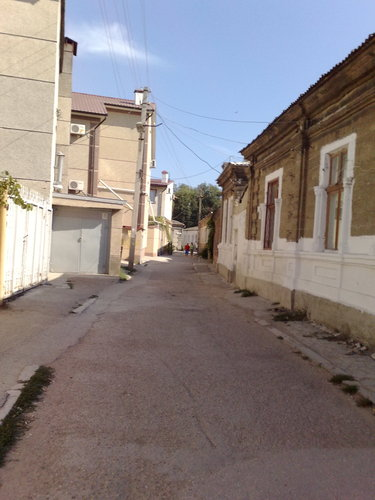
Вулиця Нижня — одна з найвужчих вулиць у Старій частині міста.

У євпаторійському краєзнавчому музеї зберігається план Євпаторії за 1916 рік. На ньому добре видно, що Євпаторія в той час поділялася на три частини: Старе місто, Новий та Дачний район.
Стара частина — це лабіринт вузьких кривих вулиць і провулків. Назви деяких збереглися до наших днів: Перекопська, Трудова, Господарська, Назарівська, Дельникова та інші.
За назвами вулиць можна судити про етнічне склад населення міста: вулиця Караїмська, Татарський провулок, Циганська слобідка, вулиці Купечеська, Міщанська.

План старої Євпаторії.

Повз поліцейське управління проходила Поліцейська вулиця (зараз Пролетарська), повз казначейства — казначейська (провулок Клубний), повз земської лікарні — Земська (частина вулиць Революції від Піонерської до Приморської). Деякі вулиці неодноразово змінювали свої назви.
Так сучасний проспект імені Леніна спочатку називався Мойнакським. У 1911 у зв'язку зі святкуванням 50-річчя скасування кріпацтва проспект став носити ім'я Олександра II. Після Жовтневої революції це був Широкий проспект, вулиця 25 Жовтня, а з 1970 року проспект носить свою нинішню назву.
У всі часи люди називали вулиці на честь правителів, видних політичних діячів, відомих письменників, поетів. 1895 року на прохання жителів міста вулиця Новобазарна була перейменована на честь Олександра III в Олександрівську (нині Піонерська).
Сучасна вулиця Революції колись складалася із трьох різних вулиць: Фонтанної, Лазаревської, Земської. 1889 року на честь 100-річчя з дня народження О. С. Пушкіна вулиця Фонтанна була перейменована в Пушкінську.
Сучасна вулиця Фрунзе називалася тоді на честь Таврійського губернатора «Бульвар генерала Княжевича».
Територія Нового міста і дачного району розміщувалася на захід від Старого міста, між Карантинним мисом і Мойнакським озером. У короткий термін цей простір було забудовано гарними дачами і особняками. Цей район був розбитий на квартали правильними широкими вулицями — поздовжніми (уздовж моря) і поперечними, які спочатку навіть не мали найменувань, а позначалися для зручності цифрами, на американський зразок: 2-а продольна (зараз вулиця Кірова), 3-тя лінія (вулиця Шевченка) і т. д.
На будинках деяких вулиць Євпаторії встановлені нові таблички, на яких вказані дві назви вулиці: сучасну та історичну. Це пам'ять про історію Євпаторії.

### Визначні пам'ятки

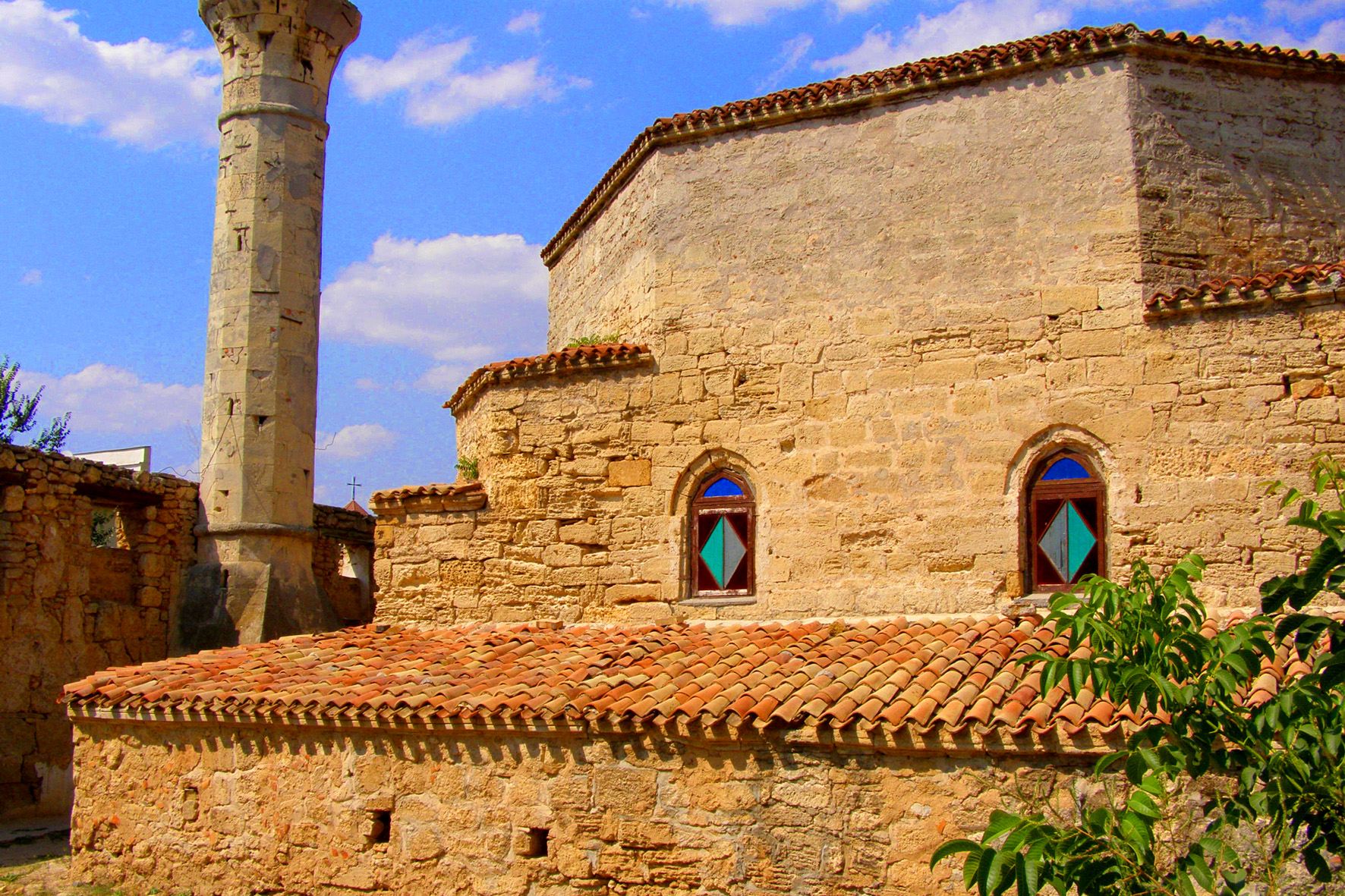
Текіє дервішів і руїни мечеті в Євпаторії.

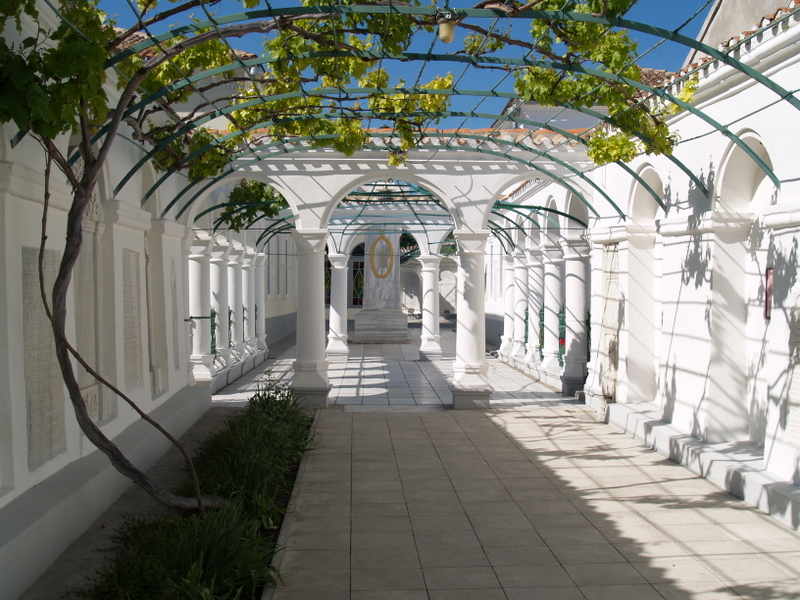
Кенаси в Євпаторії.

У IV ст. до н. е. на місці сучасної Євпаторії греки-колоністи заснували поліс — Керкинітиду. Фрагменти розкопок можна побачити на території санаторію МО України, на набережній, навпроти входу в Краєзнавчий музей. У самому музеї — будівлі мавританського стилю — можна побачити знахідки археологів — предмети побуту, зброю, скульптури. Тут-же знаходиться Лапідарій — зібрання кам'яних статуй.
Від османських часів у спадок залишилися мечеть Джума-Джамі, побудована в 1552 році великим зодчим сходу Мехмедом Хаджі Сінаном, Текіє дервішів — монастир мандрівних мусульманських ченців (послідовників суфізму), побудований в період — XVI-XVIII століття і включає в себе мечеть, текіє і медресе. XIX століття подарувало місту комплекс караїмських кенас. Комплекс складається з будівлі Великої (соборної) і Малої кенаса. До великої і малої кенаса ведуть три дворика, що є продовженням одне одного. У першому дворику -коридорі, повитому виноградом, ліворуч від входу — мармуровий фонтан. Він служить для обмивання рук перед молитвою. Двір прикрашений орнаментованими мармуровими плитами з письменами давньоєврейською мовою. Далі слідує Мармуровий дворик, на мармурових дошках — вірші релігійного змісту, плити з іменами будівельників та донорів, завдяки праці яких були побудовані кенаси. Плити розповідають про найважливіші події з життя караїмів. Найдавніша плита датується 1790 роком. Дворик очікування — просторий і ошатний. Кенаса прямокутна, вівтарем орієнтована на південь — сторону Єрусалима — батьківщини юдаїзма. Внутрішня обробка відрізняється чудовим різьбленням по дереву.
Культові будівлі представлені також собором Святого Миколая, Храмом святого Іллі, синагогою Егія-Капай, Вірменською церквою. Крім того, пам'ятниками архітектури є будинок С. Е. Дувана — першого міського голови, будівлі виконкому, міської бібліотеки, пам'ятник морякам-десантникам — героям Євпаторійського десанту 1942 року, розташований на 6 км траси Євпаторія-Сімферополь та інші.

### Пам'ятники та скульптури

Вхід до меморіального комплексу «Червона гірка».

В Євпаторії чимало пам'ятників історичним особистостям і подіям. Більшість з них відносяться саме до Євпаторії, а незначна частина присвячена людям, на честь яких названі вулиці, проспекти, парки. Так вийшло, що основна маса пам'ятників поставлена людям, які брали участь у військових діях, від Кримської до Афганської війн.
Місцем поклоніння перед полеглими євпаторійцями є меморіальний комплекс «Червона гірка», де в роки війни були вбиті тисячі євпаторійців і десантники, що залишилися в живих.
У 1954 році для увічнення пам'яті євпаторійців, які загинули в роки окупації, до десятої річниці визволення Євпаторії був створений початковий меморіальний комплекс. За проєктом київського скульптора Галочкіна та архітектора Дашевського на місці масового розстрілу встановили пам'ятник у вигляді фігури воїна, який покладає вінок на братську могилу. «Не забудемо! Люди, будьте пильні, натхненною працею боріться за мир і щастя на землі» — такі написи розміщувалися на меморіальних дошках. За рішенням Кримського обласного виконавчого комітету в 1969 році братська могила на Червоній гірці була взята на державний облік як пам'ятка історії.

### Парки
- Євпаторійський дендропарк з'явився після рішення уряду про створення в Євпаторії зразкового дитячого курорту. При складанні першого генерального плану розвитку Євпаторії як дитячої оздоровниці, вирішувалося питання і про зелені насадження міста, де колись росли лише акація і маслинка вузьколиста. Причому вважалося, що інші рослини не приймуться на глинисто-кам'янистому безводному ґрунті[43]. Але фахівці Нікітського ботанічного саду спростували цю думку[43]. Восени 1936 року було відведено ділянку землі площею 3,7 га (на розі вулиць Пушкіна і Фрунзе) для підготовки ґрунту під майбутній парк, а в 1937 році висаджені перші дерева і чагарники декоративних порід, побудована оранжерея.

- Парк імені М. В. Фрунзе знаходиться в центрі курортного району, біля самого моря. Це центральний парк Євпаторії, розбитий в 1920-х роках. Раніше тут були приватний сад і дача «Марикіно», яка належала агенту російського суспільства пароплавства і торгівлі в Євпаторії Млинаричу. Сад, вирощений на піщаному ґрунті, складався з довгої алеї тополь, тополевидних акацій, клена, горіха волоського, маслин, бузку, а також розкішних квітників. У центрі саду був влаштований великий басейн з фонтаном і мармуровими статуями, зелені альтанки і штучний грот.

- Парк імені В. І. Леніна — парк розташований в західній частині міста. Закладений у 1959 році на площі 6 га в районі Мойнакського озера. На його території знаходиться міська станція юних техніків з астрономічною обсерваторією. До парку примикають лиманні пляжі.

- Сад імені Д. Л. Караєва (колишній міський сквер) є найстарішим приморським садом Євпаторії, закладеним ще в XIX столітті.[43] Він розташований вздовж набережної і займає площу 1,5 га. В кінці XIX століття сквер являв собою єдине місце для відпочинку в місті.[43] Тут знаходилося приміщення для театральних видовищ, яке згоріло в 1898 році.

- У 1937 році в Євпаторії було закладено ботанічний сад, між вулицями Кірова та Фрунзе на площі близько 3,5 га за проєктом вченого-садовода Е. А. Альбрехта. Оптичним центром саду служить великий фонтан, розміщений в середній його частині. Від фонтану в різні боки розходиться мережа садових доріжок.

- Сад імені В. І. Леніна — сад розташований в центральній частині міста, неподалік від Театральної площі. Закладений у 1927 році[43].

### Музеї Євпаторії
У місті діють 8 музеїв: Євпаторійський краєзнавчий музей, Євпаторійський морський музей, Музей трудової слави Євпаторійського порту, Музей бойової слави воїнів-інтернаціоналістів, Євпаторійський музей аптеки, Музей пошти, Євпаторійський музей історії релігії та атеїзму та Музей світової культури і прикладного мистецтва Євпаторії.
У фондах краєзнавчого музею зібрано понад 75 тис. експонатів. Тут на 7 гектарах розкопані руїни Керкінітиди, збереглися декілька споруд середньовічного Гезльова: зокрема, мечеть Джума-Джамі XVI століття, побудована відомим османським архітектором Сінаном, турецькі лазні XVIII століття, текіє дервішів, караїмські кенаси XVIII—XIX століття та інші цікаві визначні пам'ятки. У ньому є унікальні експонати етнографічного відділу, пов'язані з караїмською громадою міста, виставка, присвячена подіям Кримської кампанії. Перед входом до музею стоять два артилерійські гармати другої половини XIX століття. У період Першої світової війни підрозділ, озброєний цими, вже тоді застарілими гарматами, прикривав євпаторійський порт.

### Театри

Євпаторійський театр імені О. Пушкіна.

В Євпаторії працює 9 театрів, що представляють широкий спектр музичного і театрального мистецтва:
- Євпаторійський міський театр;
- дитячий театр Міжнародного дитячого центру-комплексу «Золотий ключик»;
- Театр-студія ляльок «Маріонетки»;
- Театр хореографічних мініатюр;
- Гендерний інтерактивний театр;
- Театр вогню «Вольфрам»;
- Театр живої скульптури;
- Театр на ходулях;
- Театр танцю народів світу.[44]

Першим було відкрито Євпаторійський міський театр 20 квітня 1910 року постановкою опери М. І. Глінки «Іван Сусанін». Партії виконували спеціально запрошені з Петербурга артисти Маріїнського театру. Зал, розрахований на 900 глядачів, був переповнений. Гастролі артистів Маріїнського театру закінчилися тільки 5 травня 1910 року.
Фасад будівлі оформлений в неокласичному стилі: центральний фронтон спирається на портик з вісьмома колонами. Такі ж колони підтримують перекриття оглядових балконів. Вишуканий вид будівлі надають прикраси з декоративних деталей. Глядацька зала ретельно оброблена і володіє прекрасною акустикою.
За свою історію, в Євпаторійському міському театрі, встигли виступити багато знаменитих артистів: Федір Шаляпін, Леонід Собінов, Євген Вахтангов, Ганна Нежданова, Надія Обухова та інші.
Також в Євпаторії працює єдиний в Європі міжнародний дитячий театральний центр-комплекс «Золотий ключик», який створили Ніна та Олег Пермякови у 1987 році. Щорічно, з 1 по 7 липня, силами міжнародного дитячого центру в Євпаторії проводиться міжнародний фестиваль «Земля. Театр. Діти» (рос. Земля. Театр. Дети), названий провідними засобами масової інформації «Дитячі Канни». За 15 років свого існування фестиваль став головною театральною подією для дитячих, студентських та професійних театрів з усього світу.

### Бібліотеки
У межах Євпаторії та Євпаторійської міськради нараховується близько п'ятнадцяти дитячих та дорослих бібліотек. У своєму арсеналі бібліотеки міста мають книжкові фонди. Бібліотечне обслуговування євпаторійців здійснюють:
- Центральна міська бібліотека імені О. Пушкіна

| Бібліотеки для дорослих: - Бібліотека-філія № 1 ім. М. Островського; - Бібліотека-філія № 2 ім. Л. Українки; - Бібліотека-філія № 3 ім. Н. Крупської; - Бібліотека-філія № 4 ім. В. Маяковського; - Бібліотека-філія № 8; - Бібліотека-філія № 10; - Бібліотека-філія № 11; - Бібліотека-філія № 13; - Бібліотека-філія № 14 ім. І. Сельвінського. | Бібліотеки для дітей: - Центральна дитяча бібліотека ім. А. Макаренко; - Бібліотека-філія № 6 ім. Ю. Гагаріна; - Бібліотека-філія № 7; - Бібліотека-філія № 9; - Бібліотека-філія № 12. |

### Релігія
2005 року заснована парафія Покрови Пресвятої Богородиці УГКЦ, діюча станом на жовтень 2015-го.

## Наука

Всередині антенного дзеркала радіотелескопа РТ-70 Євпаторійський центр дальнього космічного зв'язку.

У Євпаторії знаходиться Національний центр управління та випробування космічних засобів, який постав на базі ще радянського Центру управління космічними польотами. Тут за СРСР був випробувальний центр для льотчиків та космонавтів.

## Фізична культура і спорт

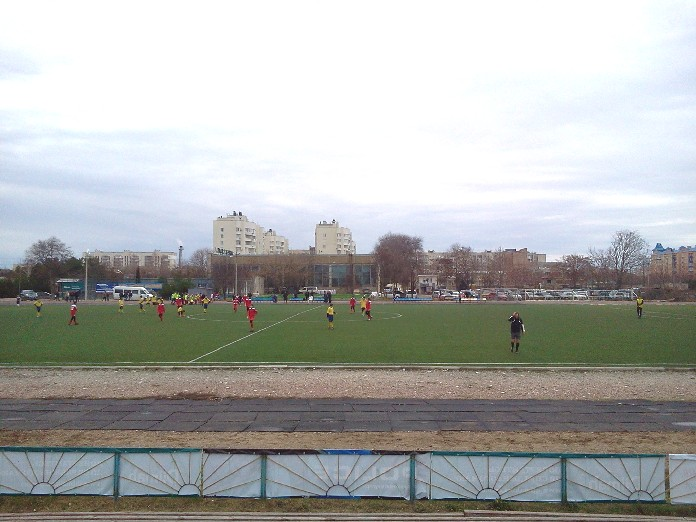
Стадіон Палацу спорту.

У місті діє 5 установ, які здійснюють фізкультурно-оздоровчу та спортивну діяльність. Станом на 2007 рік в загальноосвітніх школах міста охоплено заняттями фізичною культурою 11,3 тис. осіб. У спортивних секціях при школах зайнято 1,9 тис. осіб.
Спортивна база Євпаторії включає в себе: 2 стадіони, 31 спортивний майданчик (в тому числі 7 тенісних кортів), 5 футбольних полів, 1 міні-футбольний майданчик зі штучним покриттям, 8 стрілецьких тирів, 25 спортивних залів, 9 майданчиків з гімнастичним обладнанням, 32 приміщення для фізкультурно-оздоровчих занять, з них 16 — з тренажерним обладнанням.
Крім безпосередньо споруд, що надають можливість проведення різних заходів, у місті розташовуються і спортивні організації, серед яких можна виділити — футбольні клуби «Євпаторія-2500», «Інваспорт»; волейбольний клуб — «Керкінітида».

### Спорт людей з інвалідністю
У 2000-х роках на західній околиці Євпаторії на базі колишнього піонерського табору «Юний Ленінець» було створено Національний центр паралімпійської і дефлімпійської підготовки «Україна». В ході реконструкції було відремонтовано та переплановано для використання людьми з особливими потребами корпуси та спортивні споруди центру. На базі центру проводилась підготовка спортсменів-паралімпійців з України та з інших країн. Паралімпійські збірні України стабільно почали займати провідні місця у міжнародних змаганнях, що неодноразово відзначалось на державному рівні.

## Міська символіка
Міська символіка Євпаторії затверджена 30 травня 1997 року рішенням Євпаторійської міської ради. У рішенні затверджувались герб Євпаторії та прапор Євпаторії.
Герб Євпаторії являє собою щит, розділений вертикально уздовж. На правому зеленому полі золота бараняча голова, на лівому червоному, — чорна змія, що обвиває срібний жезл, п'є з чорної чаші. Золота бараняча голова — вказує «зручність Тарханського кута до розведення овець», а також враховує історичні особливості регіону Євпаторії, в стародавні часи заселеного скіфськими племенами, що використали в своїй символіці так званий «скіфський звіриний стиль». Символ барана означає справедливість, волю, честолюбство і оптимізм. Чорна змія, що обвиває срібний жезл і п'є з чорної чаші, — емблема медицини, символізує загальновідомі лікувальні грязі і характеризує місто Євпаторію як місто-курорт.
Прапор Євпаторії являє собою прямокутне полотнище (із співвідношенням сторін 1:1) трьох об'єднаних різноколірних смуг: верхньої —- зеленої та нижньої — червоної, кожна з яких становить 1/6 частина висоти полотнища; в центрі середньої смуги на жовтому фоні зображений герб міста Євпаторії. Держак прапора (довжина — 2,5 м, діаметр — 5 см) — забарвлено в жовтий колір. Верхівка древка увінчана металевою верхівкою — круглим наконечником жовтого кольору, яка кріпиться (нагвинчується) на базу того ж кольору.

## Відомі люди

### Керівники міста
| - Мамуна Н. А. (1886–1906) - Дуван С. Е. (1906–1910) - Нейман А. І. (1910–1913) - Ефет М. М. (1913–1916) - Могилевський М. П. (1917) - Іванов П. В. (1918) - Джигіт С. Д. (1918–1920) - Караєв Д. Л. (1917–1918) - Демішев Н. М. (1918) - Лисенко А. (1920) - Шевченко (1920) - Ванаг В. П. (1920–1921) - Лбов (1921–1922) - Гаркуша (1922–1923) - Тольцман А. Я. (1923–1924) - Федосєєв (1925–1928) - Шишкін Б. (1928–1931) - Абібулаєв (1931–1933) - Захоженко (1934) | - Андріаді (1934–1935) - Булатов (1935–1936) - Соколов П. (1936–1939) - Сизов В. (1941) - Ципкін Я. Н. (1941) - Корнер (1944–1946) - Максимов (1946–1947) - Кашлак І. (1947–1951) - Алексєєнко І. (1951–1953) - Селезньов Н. І. (1953–1954) - Кругляк Е. П. (1954–1957) - Горелишев В. І. (1957–1963) - Мисов Л. Д. (1968–1973) - Кулаков М. М. (1973–1982) - Курашик В. В. (1982–1985) - Блощицин В. А. (1985–1990) - Кравченко А. Г. (1990–1991) - Даниленко А. П. (1990—2014) - Філонов А. В. (ватажок від окупаційної російської адміністрації з 2014) |

### Уродженці Євпаторії
- Абдурахманов Іса — кримськотатарський поет, прозаїк. Заслужений журналіст Республіки Узбекистан.
- Абдулаєва Гульнара Анвярівна — кримськотатарський історик та журналістка.
- Арам Айваз, караїмський композитор.
- Андрієнко Денис Андрійович — український футболіст, півзахисник криворізького «Кривбаса».
- Ашик Умер — кримськотатарський народний співак.
- Бартєнєв Олександр Федорович — український ентомолог, кандидат біологічних наук, доцент.
- Василевич Тетяна Петрівна — майстер спорту України міжнародного класу, міжнародний гросмейстер.
- Євген Горак — український військовий, позивний Гора, загинув 16 лютого 2023 року під час штурму ворожих позицій в районі села Діброва на Луганщині.[53]
- Гороховська Марія Кіндратівна — українська гімнастка, дворазова олімпійська чемпіонка. Володарка двох золотих та п'яти срібних олімпійських медалей.
- Давидов Олександр Сергійович — український радянський фізик-теоретик, академік АН УРСР (1964).
- Дражинський Юрій Ісакович — активний учасник революційної боротьби за встановлення Радянської влади в Криму в 1917–1920 роках, член Кримського підпільного комітету.
- Дуван Семен Езрович — міський голова Євпаторії.
- Дуван-Торцов Ісаак Езрович — російський актор, антрепренер, режисер. Караїм за походженням.
- Ізмайлов Азіз Емінович — радянський господарський, державний та політичний діяч, член-кореспондент АН Киргизької РСР.
- Семіта Кушуль, видатний караїмознавець, збирачка матеріальної і духовної спадщини.
- Лі Павло Романович — український актор театру і кіно, дубляжу, співак, композитор, загинув 6 березня 2022 року в місті Ірпінь від російського обстрілу.
- Манганарі Михайло Павлович — російський адмірал, головний командир Миколаївського порту у 1863—1873 рр., головний командир Чорноморського флоту і портів та військовий губернатор Миколаєва у 1881—1882 рр.
- Костіцин Павло Леонідович — український телеведучий, шоумен, актор кіно та дубляжу, режисер-постановник.
- Раков Володимир Миколайович — український танцівник, хореограф, режисер-постановник та військовослужбовець.
- Таран Руслана Олексіївна — українська яхтсменка, триразовий призер Олімпійських ігор.
- Тищенко Петро Назарович — солдат панцирного автобатальйону Армії УНР, загинув 20 січня 1918 року у Києві під час більшовицького заколоту[54].
- Симонова Ксенія Олександрівна — українська художниця, здобула перемогу в шоу-конкурсі «Україна має талант».
- Сікаленко Максим — полковник Збройних сил України, учасник російсько-української війни, загинув у ході російського вторгнення в Україну в 2022 році.[55]
- Соколов Сергій Леонідович — радянський воєначальник, міністр оборони СРСР (1984—1987), маршал Радянського Союзу (1978), Герой Радянського Союзу (1980).
- Чухліб Олександр Васильович — сержант Збройних сил України, учасник російсько-української війни.

### Пов'язані з Євпаторією
- Ахматова Анна Андріївна — російська поетеса, родом з України.
- Сельвінський Ілля Львович — радянський поет, журналіст, перекладач.
- Самокиш Микола Семенович — український художник-баталіст, майстер анімалістичного жанру і графік.
- Адам Міцкевич — польський поет.
- Леся Українка — українська письменниця, перекладач, культурний діяч.
- Маяковський Володимир Володимирович — російський поет, публіцист, драматург і громадський діяч.
- Шаляпін Федір Іванович — російський оперний співак.
- Айн Ренд — американська письменниця.

## Фільми, які знімалися в Євпаторії
| - «Ми з вами десь зустрічалися» (1954) - «Вольниця» (1955) - «До побачення, хлопчики!» (1964) - «Погана хороша людина» (1973) - «Марина» (1974) - «Тачанка з півдня» (1977) - «Ходіння по муках» (1977) | - «Пригоди маленького папи» (1979) - «Розколоте небо» (1979) - «Це було біля моря» (1989) - «За що? („Сімнадцять лівих чобіт“)» (1991) - «Міняйли» (1992) - «Смерть шпигунам 2» (2008) - «На грі: Новий рівень» (2010) |

## Галерея

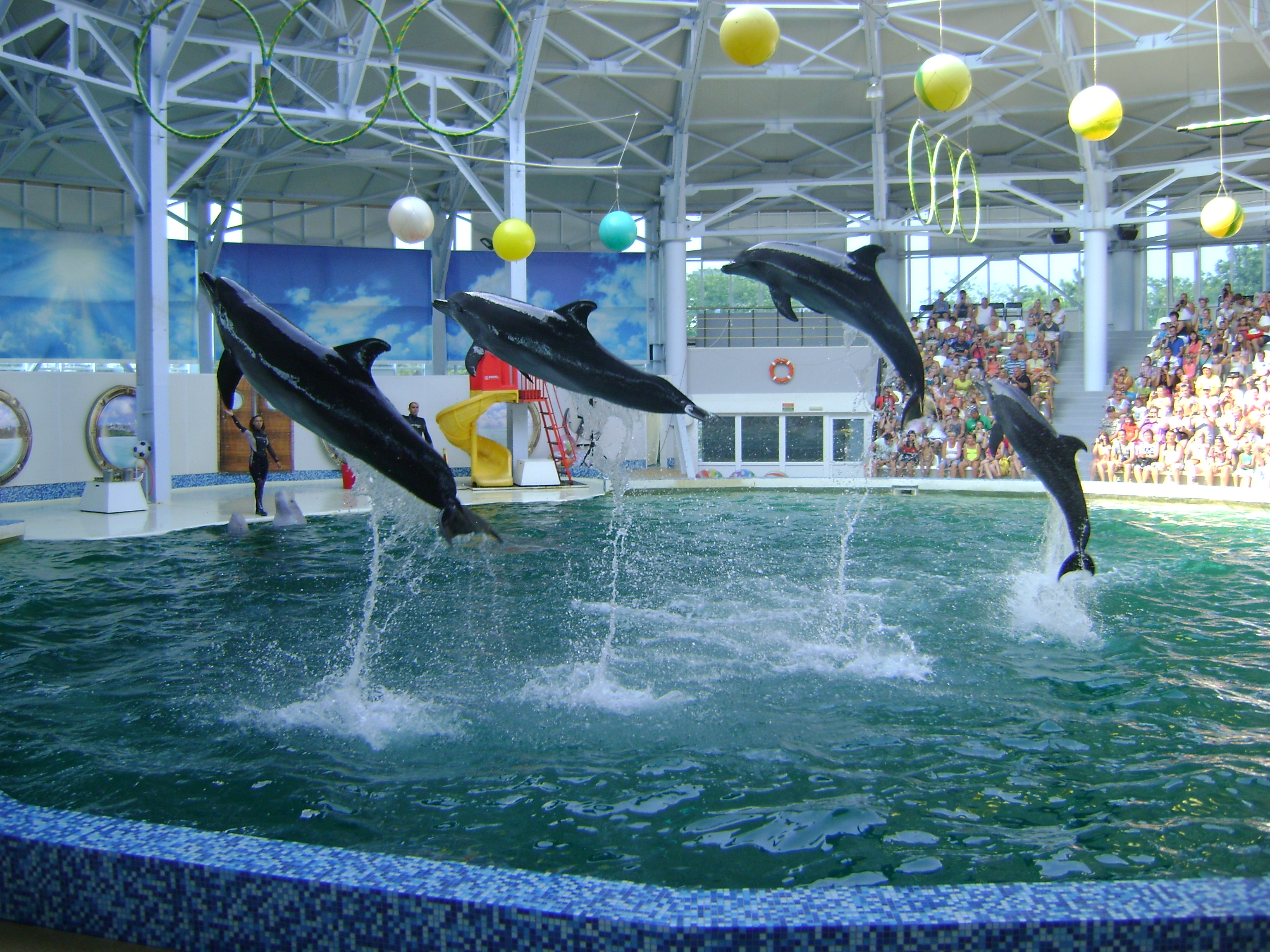
В Євпаторійському дельфінарії.
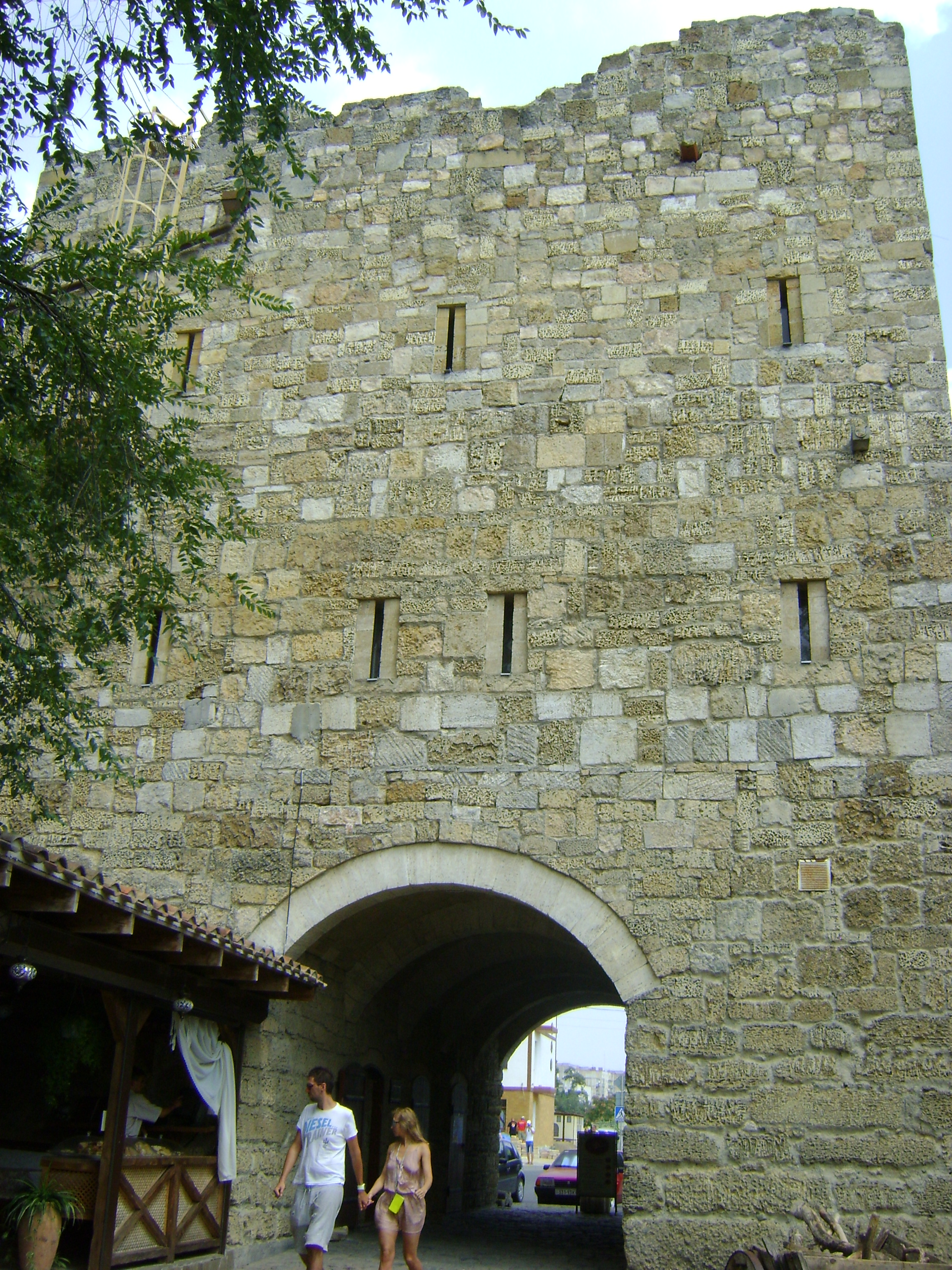
Ворота стародавнього Гезлеве.
Пам'ятник Ашику Умеру.
Мусульманська Євпаторія.
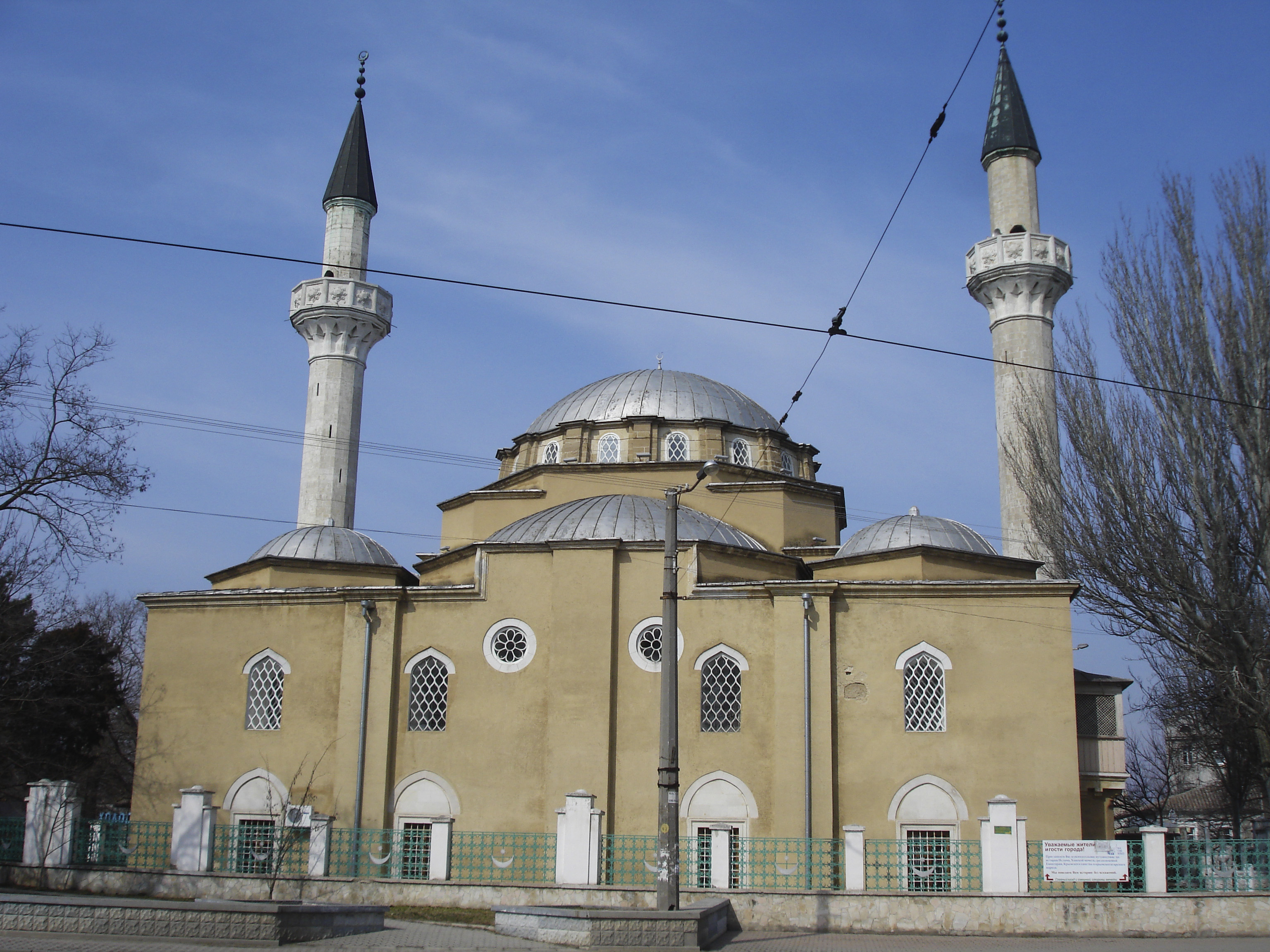
Джума-Джамі
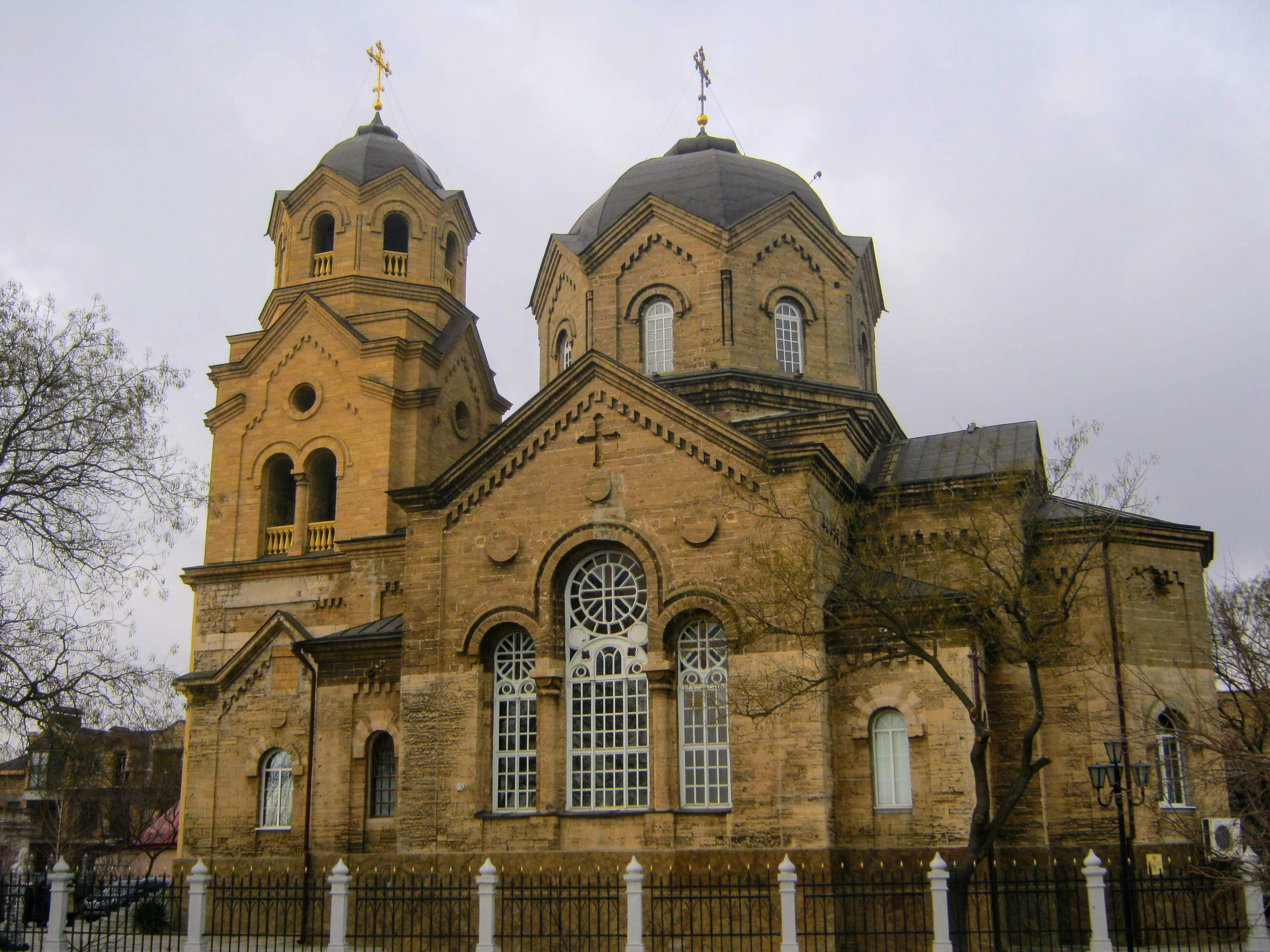
Храм святого Іллі
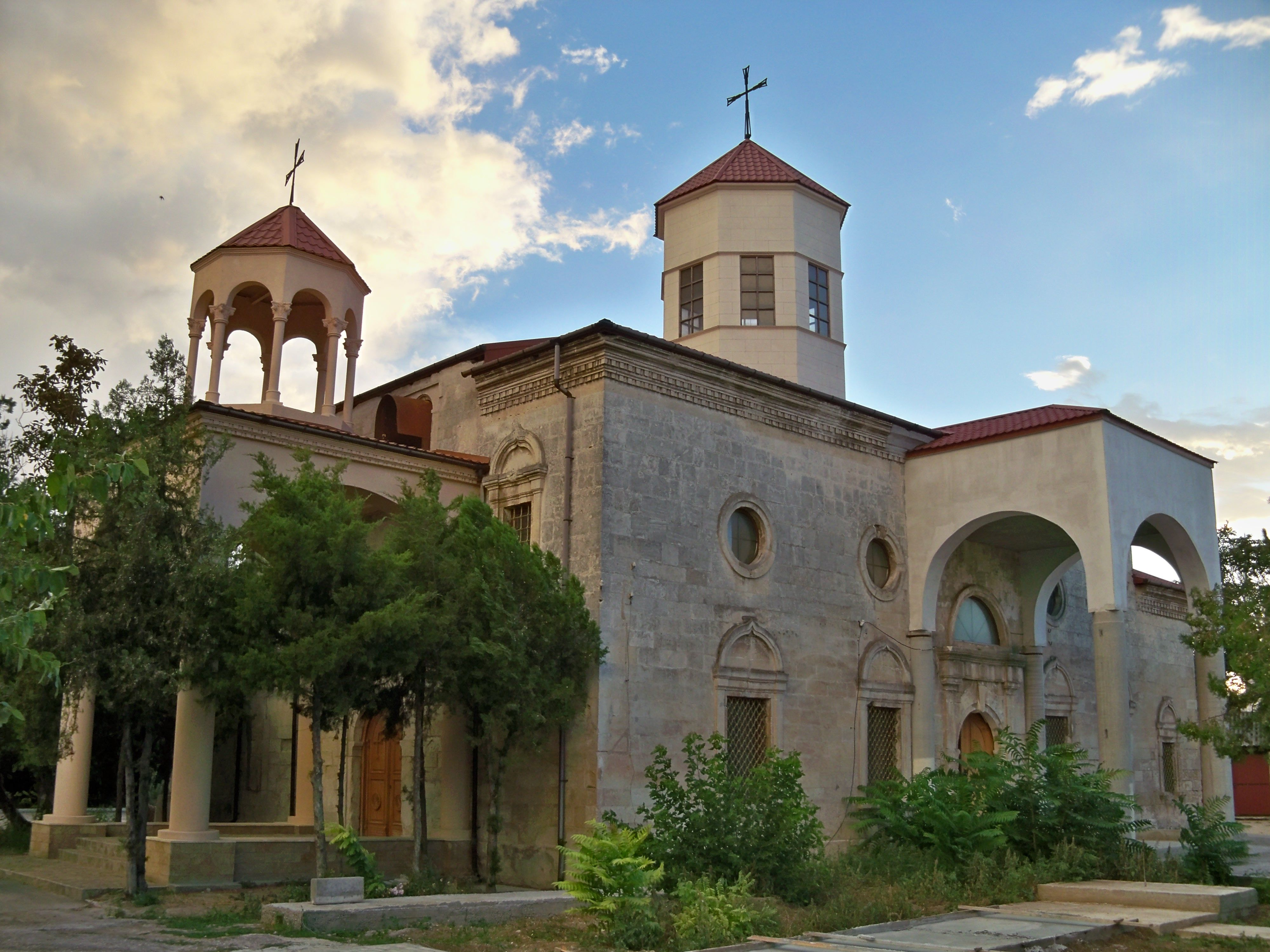
Вірменська церква в Євпаторії

## Міста-побратими
Євпаторія, як і багато сучасних міст, має економічні, культурні та інші зв'язки з містами-побратимами. На сьогодні містами-побратимами Євпаторії є:
| Країна     | Місто                    | З якої дати |
| ---------- | ------------------------ | ----------- |
| Греція     | Яніна                    | 1989 року   |
| Португалія | Фігейра-да-Фош           | 1989 року   |
| Німеччина  | Людвігсбург              | 1992 року   |
| Греція     | Закінф                   | 2002 року   |
| Польща     | Островець-Свентокшиський | 2004 року   |
| Туреччина  | Сіліфке                  | 2005 року   |
| Росія      | Красногорський район     | 2006 року   |
| Греція     | Ламія                    | 2009 року   |
| Росія      | Бєлгород                 | 2010 року   |

Найтісніші побратимські зв'язки в Євпаторії склалися з німецьким містом Людвігсбургом. Вони відображені багато в чому, що відбувається в містах у багатьох сферах міського життя.